# Liste des tripoints de Suisse
Cette liste présente les tripoints de Suisse.

## Liste

### Tripoints internationaux

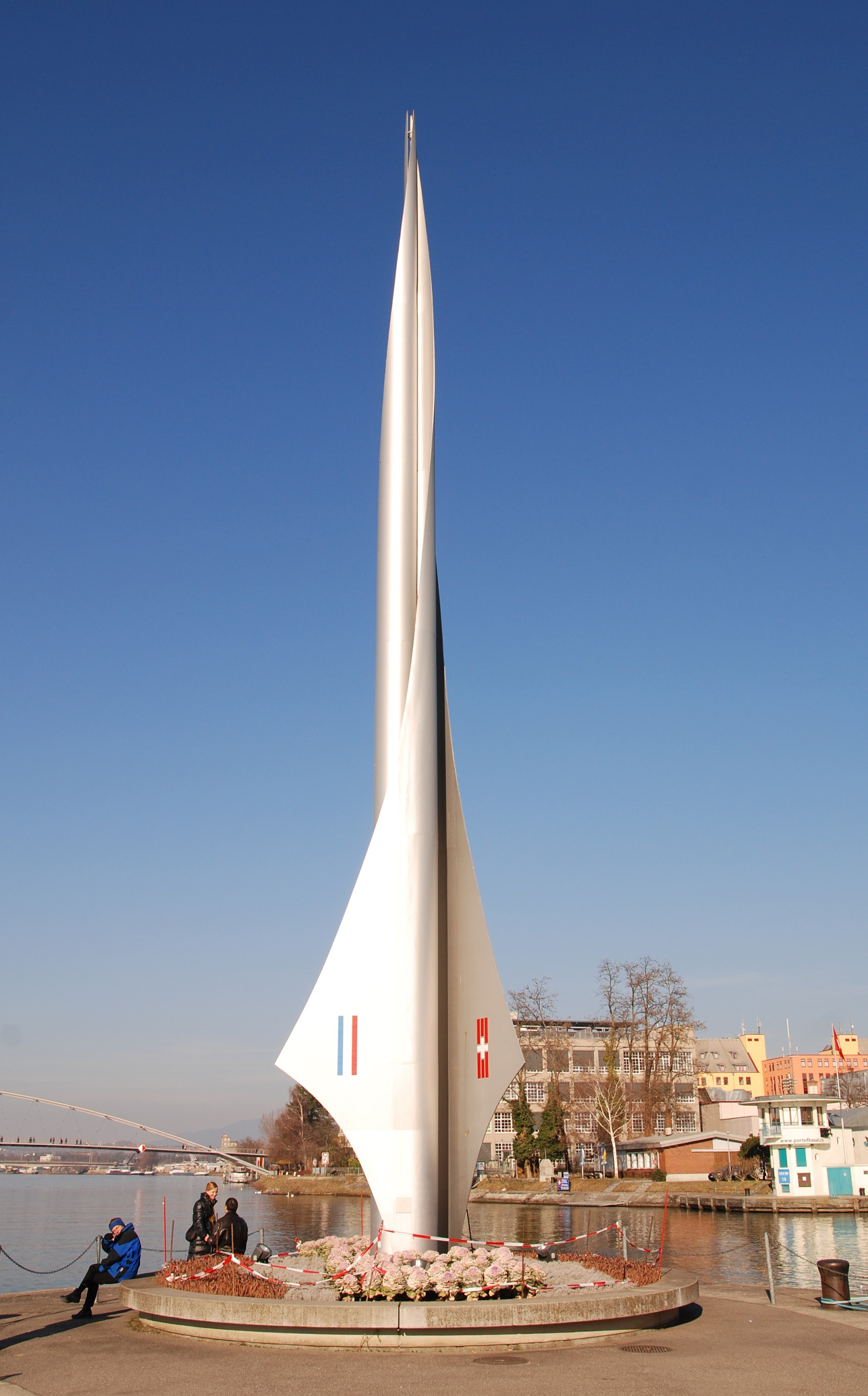
Monument du tripoint entre l'Allemagne, la France et la Suisse, à Bâle.

Il existe six tripoints internationaux entre la Suisse et deux États limitrophes :
- Suisse / Allemagne / Autriche : sur le lac de Constance, mais aucun consensus n'existe entre ces pays pour savoir où les frontières se rencontrent précisément ; la Suisse considère que la frontière passe au milieu du lac (47° 39′ N, 9° 19′ E)
- Suisse (Nord) / Autriche / Liechtenstein : sur le Rhin (47° 16′ 10″ N, 9° 31′ 50″ E)
- Suisse (Sud) / Autriche / Liechtenstein : au Naafkopf (47° 03′ 39″ N, 9° 36′ 25″ E)
- Suisse / Autriche / Italie : Dreiländerpunkt, au nord du Piz Lad (46° 51′ 15″ N, 10° 28′ 10″ E)
- Suisse / France / Italie : au mont Dolent, le tripoint se trouve à environ 150 m sur la crête nord-est à 3 749 mètres d'altitude.(45° 55′ 21″ N, 7° 02′ 46″ E)
- Suisse / Allemagne / France : Dreiländereck, sur le Rhin à Bâle (47° 35′ 25″ N, 7° 35′ 20″ E)

### Tripoints mixtes
Cette liste présente les tri-points mixtes, c'est-à-dire les tripoints entre deux cantons et un État limitrophe. Elle commence dans le canton de Genève et fait le tour de la Suisse dans le sens horaire.
- France - Genève - Vaud :
  - Avec l'enclave genevoise de Céligny :
    - Nord : sur le lac Léman (46° 20′ 34″ N, 6° 14′ 26″ E)
    - Sud : sur le lac Léman (46° 19′ 50″ N, 6° 13′ 56″ E)

  - Avec la partie principale du canton de Genève :
    - Est : sur le lac Léman, au large d'Hermance (46° 18′ 43″ N, 6° 13′ 10″ E)
    - Ouest : à proximité de Sauverny en France et Chavannes-des-Bois en Suisse (46° 19′ 03″ N, 6° 07′ 32″ E)

- France - Neuchâtel - Vaud (46° 51′ 05″ N, 6° 27′ 36″ E)
- France - Jura - Neuchâtel : sur le Doubs, au lieu-dit Biaufond (47° 09′ 56″ N, 6° 51′ 30″ E)
- France - Bâle-Campagne - Jura : près de Roggenburg (47° 26′ 24″ N, 7° 19′ 36″ E)

- France - Bâle-Campagne - Soleure :
  - Enclave soleuroise de Kleinlützel :
    - Ouest : (47° 25′ 55″ N, 7° 22′ 52″ E)
    - Est : (47° 26′ 44″ N, 7° 25′ 15″ E)

  - Enclave soleuroise de Dorneck :
    - (47° 27′ 44″ N, 7° 26′ 43″ E)
    - (47° 30′ 08″ N, 7° 30′ 38″ E)

- France - Bâle-Campagne - Bâle-Ville : (47° 33′ 51″ N, 7° 33′ 17″ E)
- Allemagne - Bâle-Campagne - Bâle-Ville : sur le Rhin (47° 33′ 40″ N, 7° 38′ 02″ E)
- Allemagne - Argovie - Bâle-Campagne : sur le Rhin (47° 32′ 21″ N, 7° 42′ 49″ E)
- Allemagne - Argovie - Zurich : sur le Rhin (47° 34′ 04″ N, 8° 25′ 33″ E)

- Allemagne - Schaffhouse - Zurich :
  - Enclave de Buchberg-Rüdlingen :
    - Ouest : (47° 35′ 57″ N, 8° 33′ 47″ E)
    - Est : sur le Rhin, à l'ouest de Ellikon am Rhein (47° 36′ 20″ N, 8° 35′ 44″ E)

  - Neuhausen am Rheinfall (47° 40′ 20″ N, 8° 36′ 24″ E)
  - Avec l'enclave allemande de Büsingen am Hochrhein (47° 41′ 09″ N, 8° 39′ 49″ E)

- Allemagne (enclave de Büsingen) - Thurgovie - Zürich (47° 41′ 06″ N, 8° 40′ 10″ E)

- Allemagne - Schaffhouse - Thurgovie : 
  - Enclave allemande de Büsingen (47° 41′ 27″ N, 8° 43′ 03″ E)
  - Près de Diessenhofen (47° 41′ 34″ N, 8° 43′ 40″ E)
  - Enclave de Stein am Rhein :
    - Ouest (47° 40′ 31″ N, 8° 47′ 45″ E)
    - Est (47° 39′ 17″ N, 8° 52′ 29″ E)

- Allemagne - Saint-Gall - Thurgovie : à priori, trois tripoints sur le lac de Constance du fait de l'enclave de Horn.
- Liechtenstein - Grisons - Saint-Gall : sur le Rhin (47° 03′ 06″ N, 9° 28′ 33″ E)
- Italie - Grisons - Tessin : près du Cima di Cugn (46° 10′ 11″ N, 9° 09′ 35″ E)
- Italie - Tessin - Valais : au Klein Grieshorn (46° 27′ 08″ N, 8° 23′ 05″ E)
- France - Valais - Vaud : sur le lac Léman, au large de Saint-Gingolph (46° 25′ 36″ N, 6° 49′ 15″ E)

### Tripoints cantonaux

#### Appenzell Rhodes-Extérieures

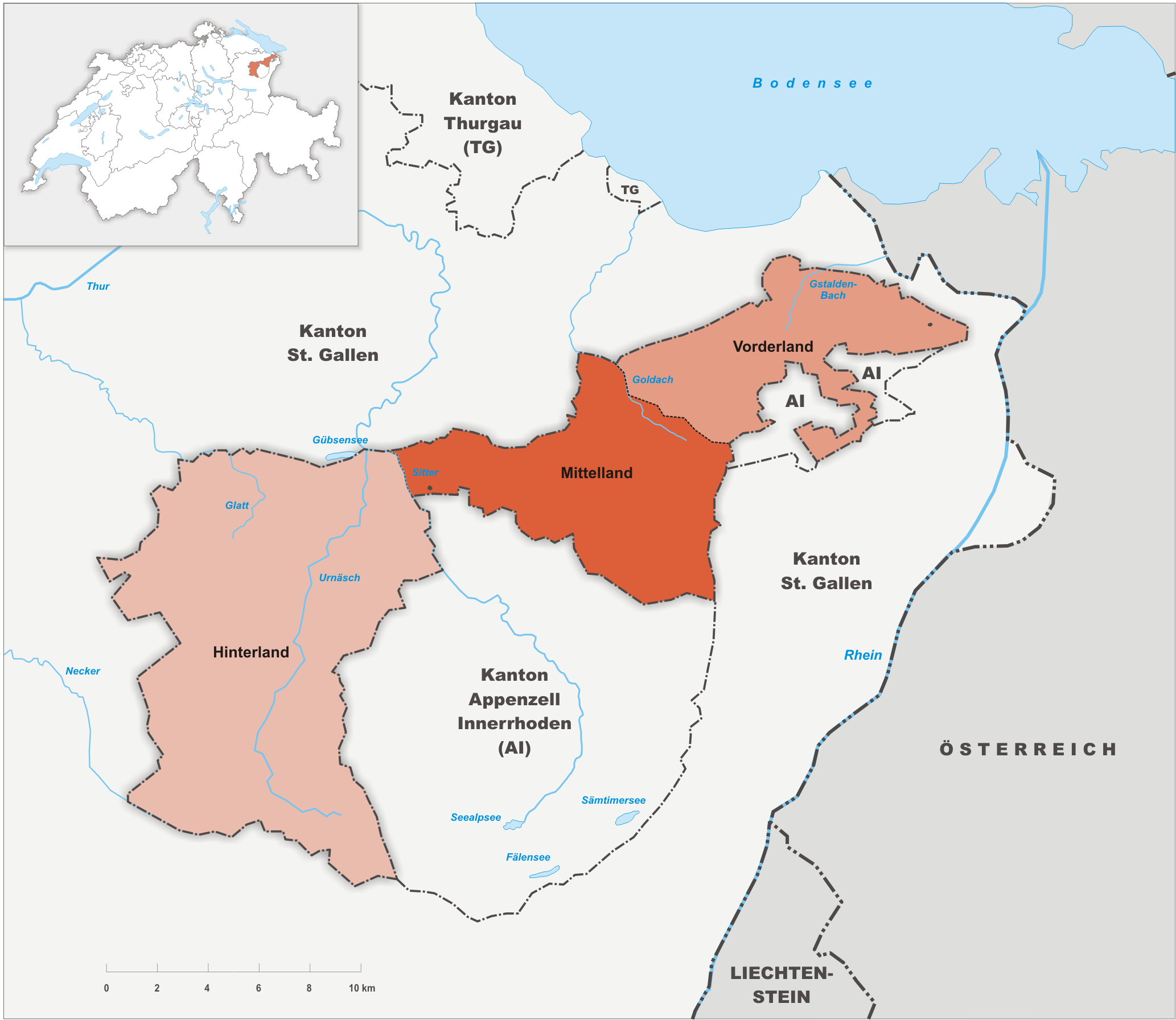
Carte du canton d'Appenzell Rhodes-Extérieures.

Le canton d'Appenzell Rhodes-Extérieures est frontalier du canton d'Appenzell Rhodes-Intérieures à l'est ; les deux cantons sont enclavés dans le canton de Saint-Gall.
Appenzell Rhodes-Intérieures possède deux enclaves, formant le district d'Oberegg.
Au total, le canton d'Appenzell Rhodes-Extérieures possède 6 tripoints distincts, dont 2 pour chacune des enclaves d'Oberegg.
- Appenzell Rhodes-Extérieures - Appenzell Rhodes-Intérieures - Saint-Gall :
  - Partie principale d'Appenzell Rhodes-Intérieures :
    - Ouest : au Säntis (47° 14′ 59″ N, 9° 20′ 33″ E)
    - Est : au Hölzlisberg (47° 20′ 50″ N, 9° 30′ 11″ E)

  - Oberegg, partie ouest :
    - Ouest : (47° 23′ 41″ N, 9° 30′ 33″ E)
    - Est : (47° 23′ 47″ N, 9° 33′ 20″ E)

  - Oberegg, partie est :
    - Ouest : (47° 24′ 35″ N, 9° 34′ 58″ E)
    - Est : (47° 26′ 14″ N, 9° 37′ 05″ E)

#### Appenzell Rhodes-Intérieures

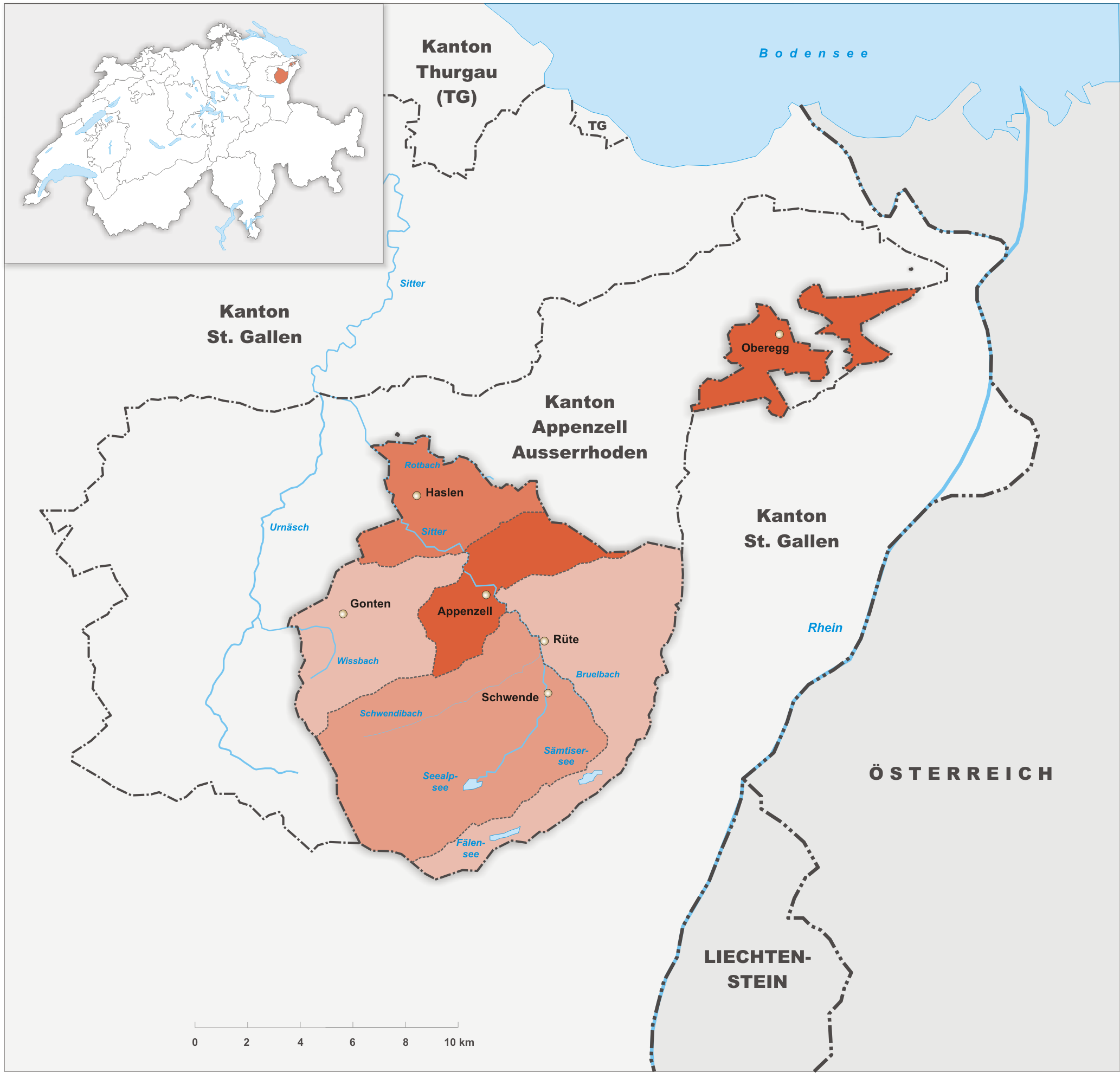
Carte du canton d'Appenzell Rhodes-Intérieures.

Le canton d'Appenzell Rhodes-Intérieures est frontalier du canton d'Appenzell Rhodes-Extérieures à l'ouest ; les deux cantons sont enclavés dans le canton de Saint-Gall.
Appenzell Rhodes-Intérieures possède deux enclaves, formant le district d'Oberegg.
Au total, le canton d'Appenzell Rhodes-Intérieures possède 6 tripoints distincts, dont 2 pour chacune des enclaves d'Oberegg.
- Appenzell Rhodes-Extérieures - Appenzell Rhodes-Intérieures - Saint-Gall :
  - Partie principale d'Appenzell Rhodes-Intérieures :
    - Ouest : au Säntis (47° 14′ 59″ N, 9° 20′ 33″ E)
    - Est : au Hölzlisberg (47° 20′ 50″ N, 9° 30′ 11″ E)

  - Oberegg, partie ouest :
    - Ouest : (47° 23′ 41″ N, 9° 30′ 33″ E)
    - Est : (47° 23′ 47″ N, 9° 33′ 20″ E)

  - Oberegg, partie est :
    - Ouest : (47° 24′ 35″ N, 9° 34′ 58″ E)
    - Est : (47° 26′ 14″ N, 9° 37′ 05″ E)

#### Argovie

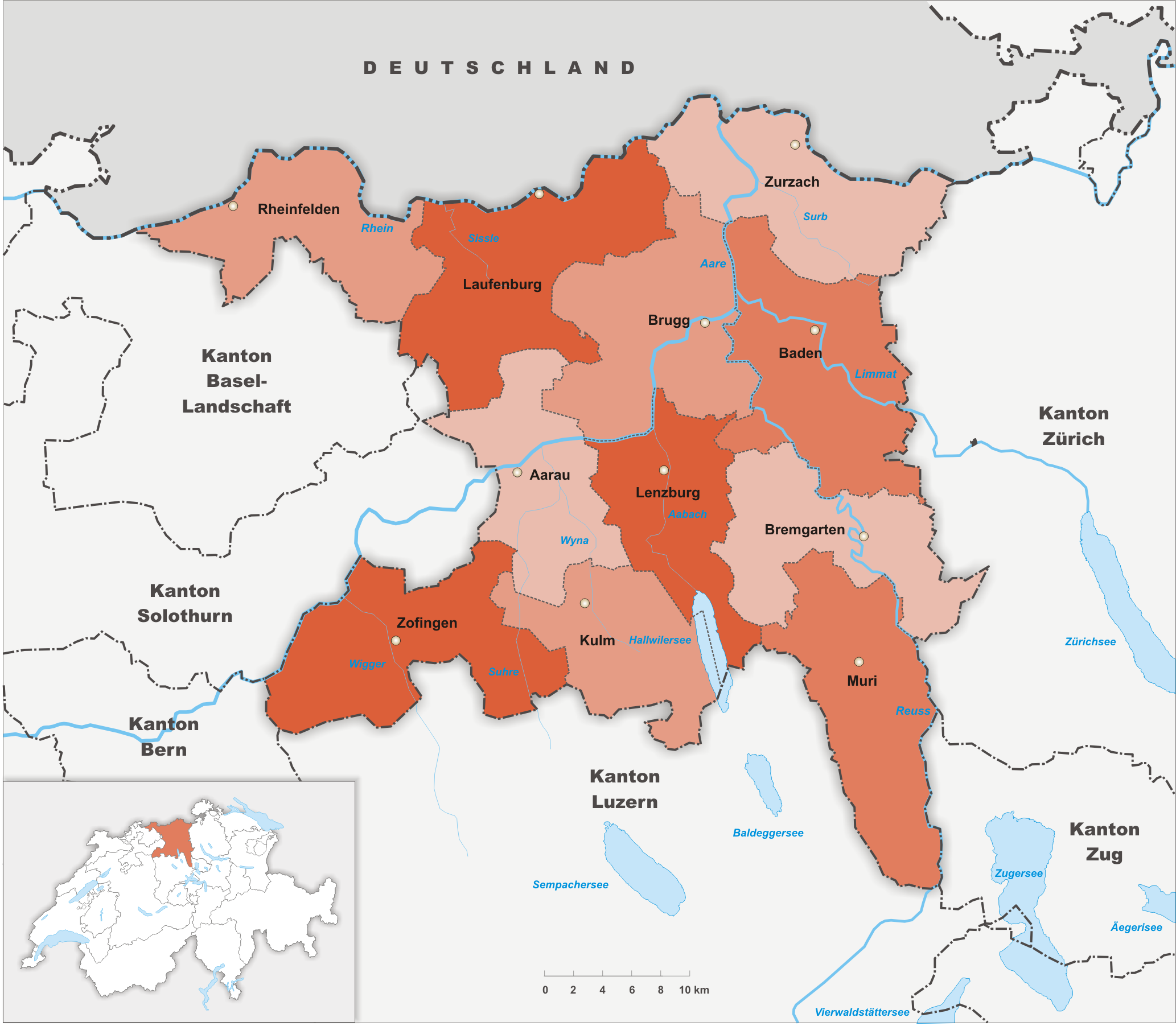
Carte du canton d'Argovie.

Le canton d'Argovie est frontalier au nord avec l'Allemagne, à l'est avec les cantons de Zurich et de Zoug, au sud avec le canton de Lucerne et à l'ouest avec les cantons de Berne, de Soleure et de Bâle-Campagne. Il possède 5 tripoints avec deux autres cantons :
- Argovie, Zurich, Zoug : à la confluence entre la Reuss et la Lorze (47° 14′ 53″ N, 8° 24′ 37″ E)
- Argovie, Zoug, Lucerne : sur la Reuss (47° 08′ 25″ N, 8° 24′ 44″ E)
- Argovie, Lucerne, Berne : (47° 14′ 04″ N, 7° 50′ 19″ E)
- Argovie, Berne, Soleure : sur l'Aar (47° 15′ 55″ N, 7° 49′ 30″ E)
- Argovie, Soleure, Bâle-Campagne : (47° 27′ 19″ N, 7° 57′ 25″ E)

#### Bâle-Campagne

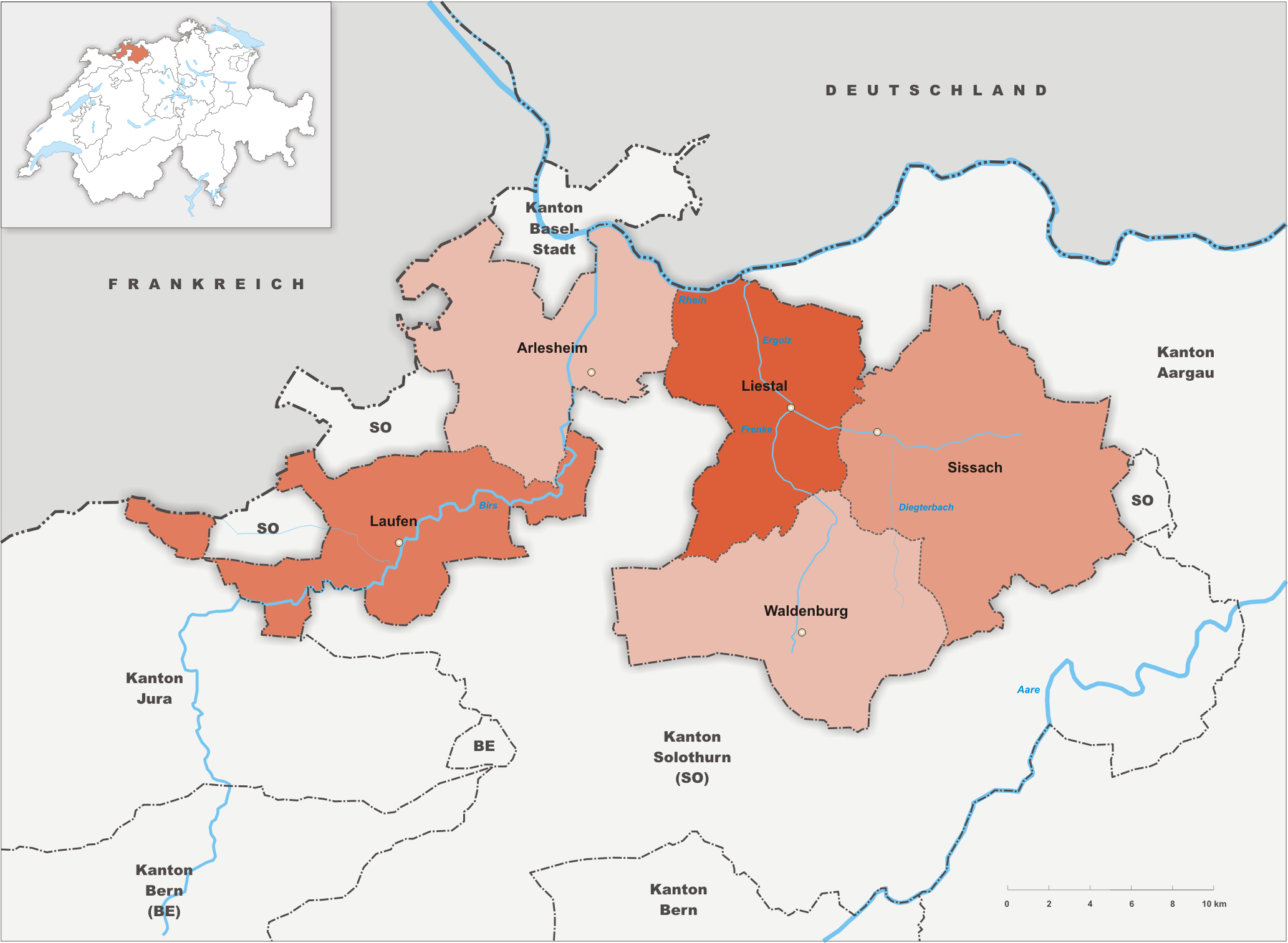
Carte du canton de Bâle-Campagne.

Le canton de Bâle-Campagne se compose de deux parties distinctes qui se rejoignent en un quadripoint. Il est frontalier au nord de la France, de deux enclaves soleuroises, de l'Allemagne, du canton de Bâle-Ville et du canton d'Argovie, à l'est et au sud du canton de Soleure et à l'ouest du canton du Jura. Le canton de Bâle-Campagne possède 10 tripoints et quadripoints, dont 2 tripoints cantonaux :
Partie principale
- Bâle-Campagne, Soleure (enclave), France :
- Bâle-Campagne, France, Soleure (enclave) :
- Bâle-Campagne, Soleure (enclave), France :
- Bâle-Campagne, France, Bâle-Ville :
- Bâle-Campagne, Bâle-Ville, Allemagne :
- Bâle-Campagne, Allemagne, Argovie :
- Bâle-Campagne, Argovie, Soleure : (47° 27′ 19″ N, 7° 57′ 25″ E)
- Bâle-Campagne, Soleure, Jura :
- Bâle-Campagne, Jura, Soleure (enclave), Bâle-Campagne (Soleure) : quadripoint

Enclave
- Bâle-Campagne, Jura, France :
- Bâle-Campagne, France, Soleure (enclave) :
- Bâle-Campagne, Soleure (enclave), Bâle-Campagne, Jura :

#### Bâle-Ville

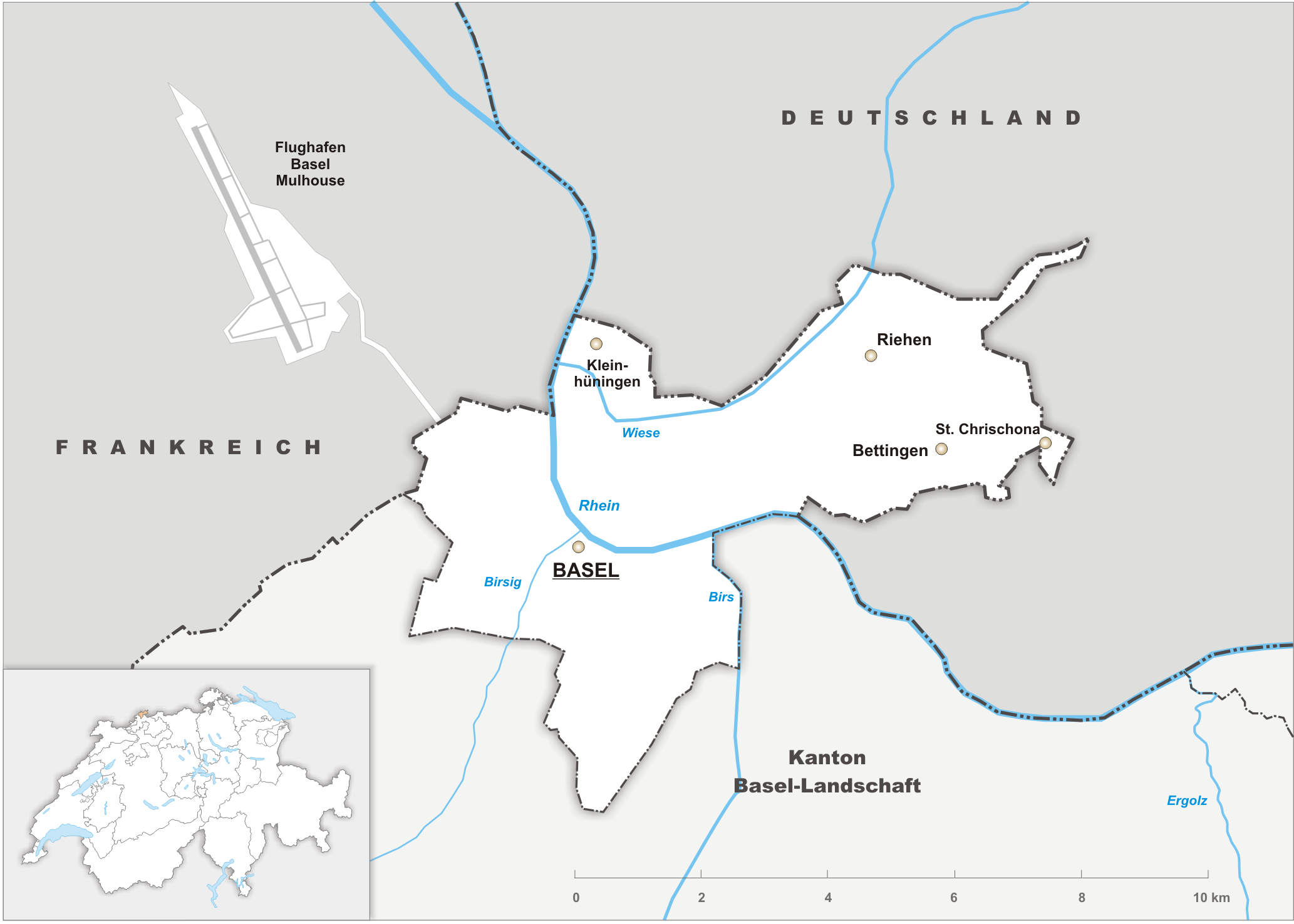
Carte du canton de Bâle-Ville.

Le canton de Bâle-Ville est limitrophe de l'Allemagne, de la France et du canton de Bâle-Campagne. Il ne possède donc aucun tripoint avec deux autres cantons suisses.

#### Berne

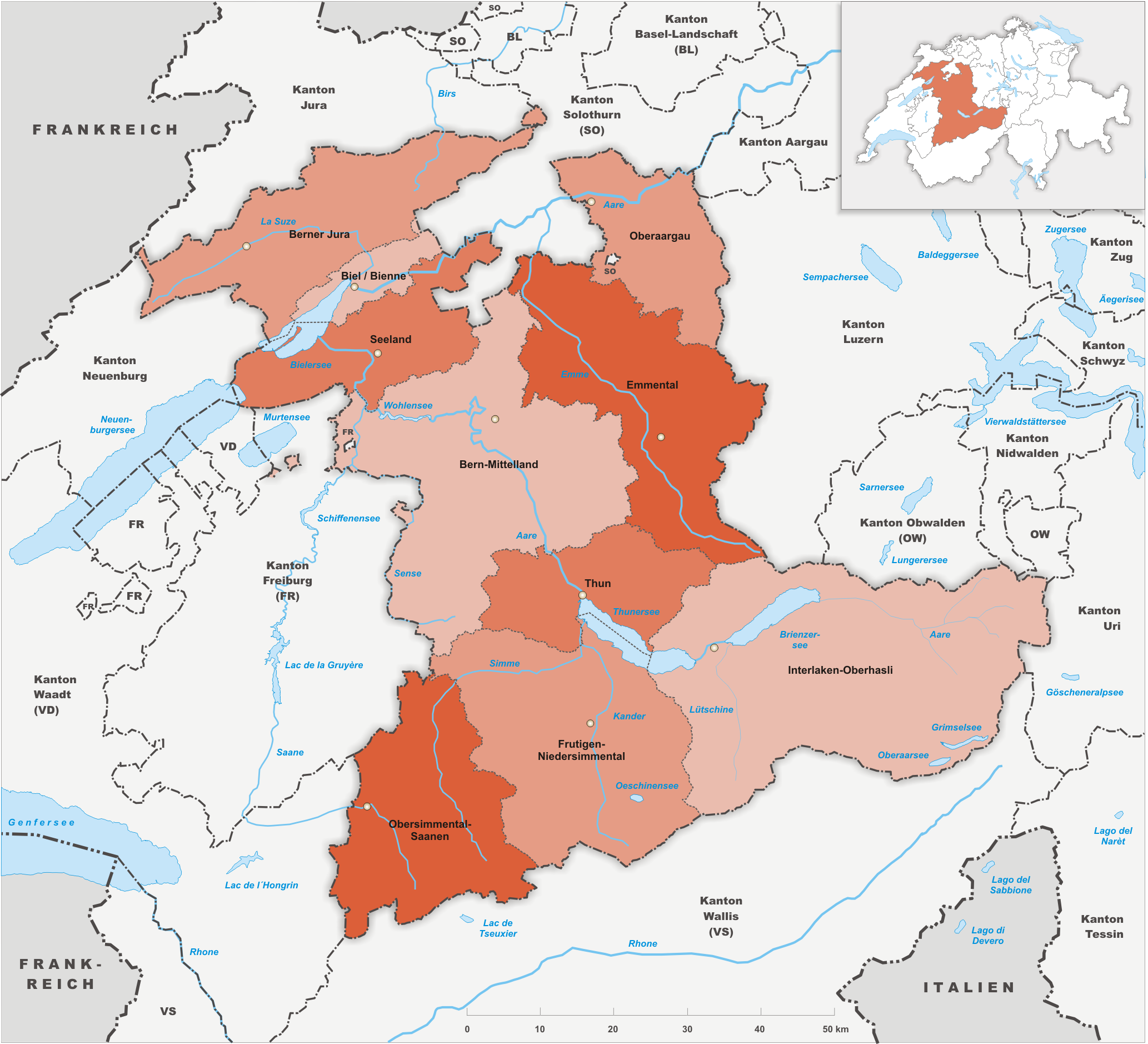
Carte du canton de Berne.

Depuis 1979 et la création du canton du Jura, le canton de Berne ne possède plus que des frontières avec d'autres cantons. Précédemment, il était frontalier de la France. Dans le nord-est du canton le tripoint avec les cantons de Neuchâtel et du Jura se trouve à proximité de la frontière française et donc du tripoint entre la France et les cantons de Neuchâtel et du Jura. Ces frontières cantonales sont donc avec les cantons de Vaud, de Fribourg, de Neuchâtel, du Jura, de Soleure, d'Argovie, de Lucerne, d'Obwald, de Nidwald, d'Uri et du Valais.
Le canton de Berne possède 13 tripoints cantonaux : 
- Berne-Fribourg-Vaud
  - sud du canton de Fribourg : à la dent de Ruth (46° 33′ 13″ N, 7° 14′ 14″ E)
  - nord du canton de Fribourg :
- Berne-Neuchâtel-Vaud (extrémité est du lac de Neuchâtel)
- Berne-Neuchâtel-Jura
- Berne-Jura-Soleure
- Berne-Soleure-Argovie
- Berne-Argovie-Lucerne
- Berne-Lucerne-Obwald : au Brienzer Rothorn 46° 47′ 18″ N, 8° 02′ 53″ E
- Berne-Obwald-Nidwald : au Graustock 46° 47′ 16,3″ N, 8° 22′ 07,6″ E
- Berne-Nidwald-Obwald : au Jochstock 46° 46′ 17,3″ N, 8° 23′ 43,3″ E
- Berne-Obwald-Uri
- Berne, Uri, Valais : à 600 mètres de la cime de l'Eggstock (46° 39′ 11″ N, 8° 24′ 37″ E)
- Berne-Valais-Vaud : à l'Oldehore près du glacier de Tsanfleuron[1] 46° 19′ 45,3″ N, 7° 13′ 17,9″ E

#### Fribourg

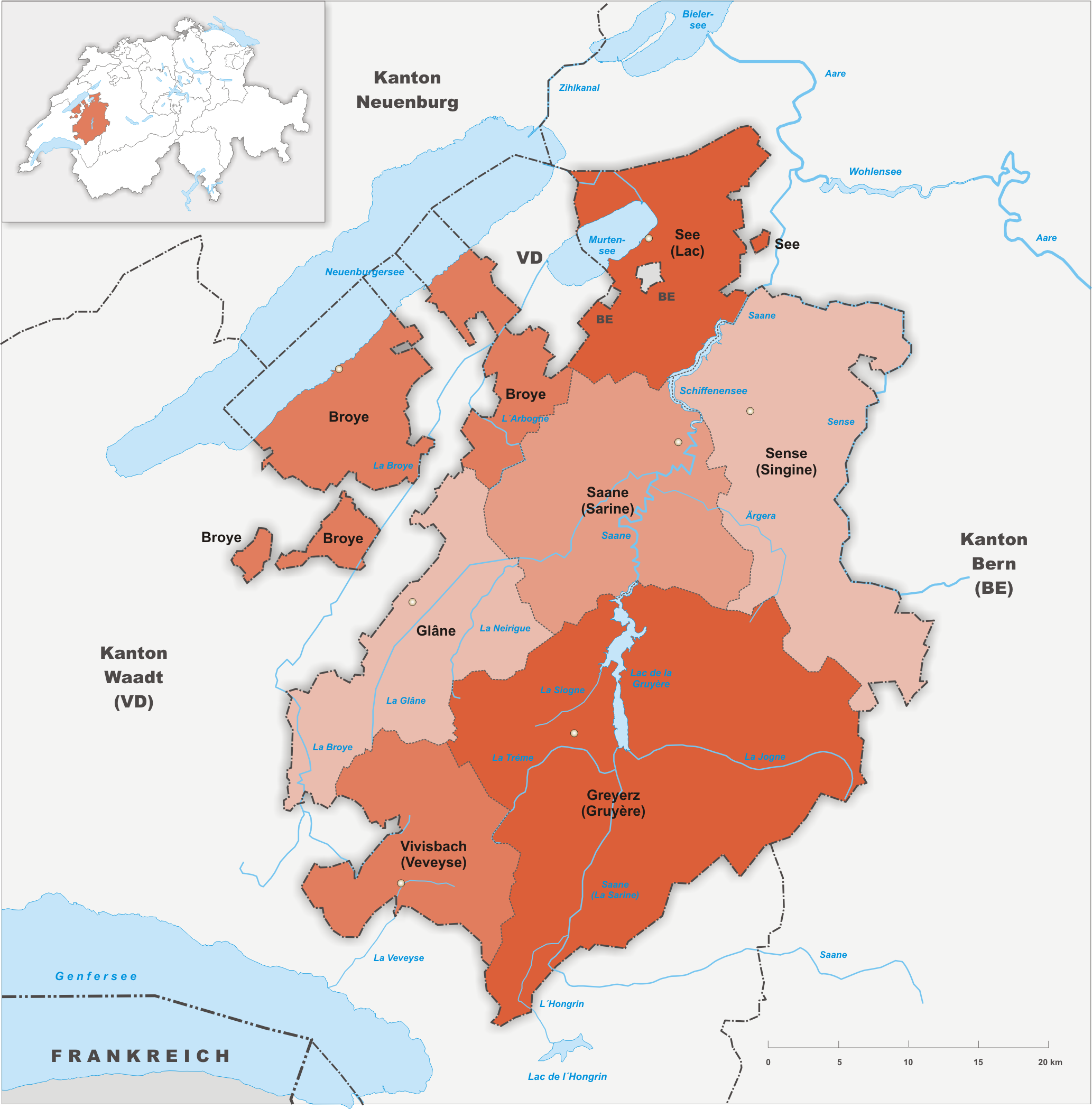
Carte du canton de Fribourg.

Le canton de Fribourg est entouré par les cantons de Vaud à l'ouest, de Berne à l'est, et de Neuchâtel au nord. Cependant, le canton de Fribourg est composé de cinq fragments distincts : un fragment principal et quatre enclaves, Estavayer-le-Lac, Cheiry, Vuissens et Cormondes. Ces trois dernières enclaves sont entièrement entourées par un autre canton et ne présente donc pas de tripoint. En revanche, celle d'Estavayer-le-Lac est en contact à la fois avec les cantons de Neuchâtel et de Vaud.
Par ailleurs, l'ancien district vaudois d'Avenches est séparé du reste du territoire cantonal par les cantons de Fribourg et de Neuchâtel.
En conséquence, le canton de Fribourg possède 6 tripoints distincts, dont 2 pour l'enclave d'Estavayer-le-Lac.
- Partie principale du canton :
  - Berne-Fribourg-Vaud (Nord) : avec l'enclave vaudoise d'Avenches au nord du canton, sur la commune de Cudrefin, sur le lac de Neuchâtel, à l'entrée du canal de la Broye (46° 58′ 39″ N, 7° 03′ 01″ E)
  - Berne-Fribourg-Vaud (Sud) : avec la partie principale du canton de Vaud, au sud du canton, à la dent de Ruth (46° 33′ 13″ N, 7° 14′ 14″ E)
  - Fribourg-Neuchâtel-Vaud (Ouest) : avec l'enclave vaudoise d'Avenches, sur le lac de Neuchâtel (46° 55′ 27″ N, 6° 53′ 44″ E)
  - Fribourg-Neuchâtel-Vaud (Est) : avec la partie principale du canton de Vaud, sur le lac de Neuchâtel (46° 57′ 09″ N, 6° 55′ 49″ E)

- Enclave d'Estavayer-le-Lac :
  - Fribourg-Neuchâtel-Vaud (Ouest) : sur le lac de Neuchâtel (46° 49′ 38″ N, 6° 44′ 33″ E)
  - Fribourg-Neuchâtel-Vaud (Est) : sur le lac de Neuchâtel (46° 54′ 27″ N, 6° 52′ 02″ E)

#### Genève

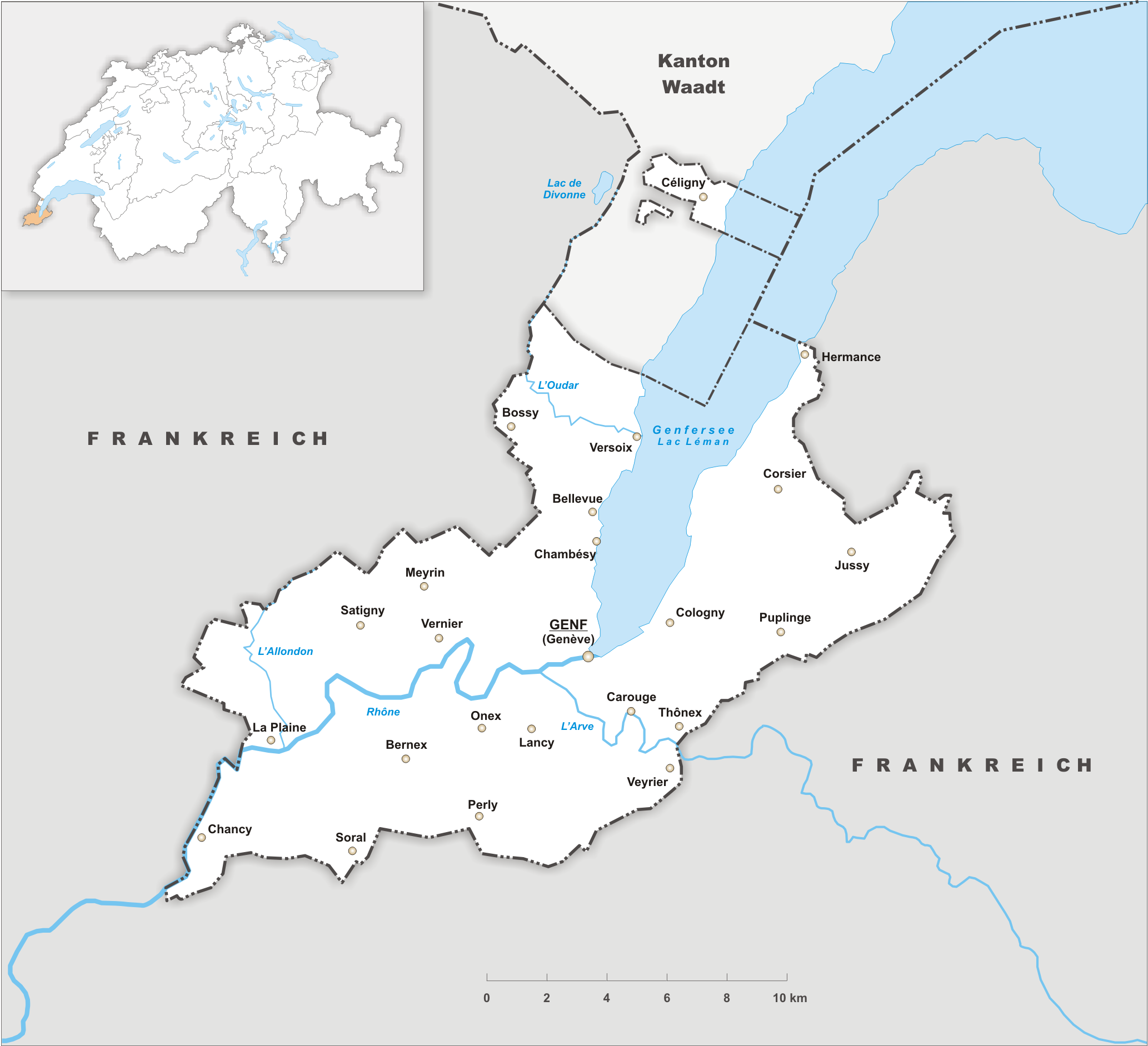
Carte du canton de Genève.

Le canton de Genève est entouré par la France sur trois côtés et le canton de Vaud sur la quatrième. Il ne possède aucun tripoint cantonal.

#### Glaris

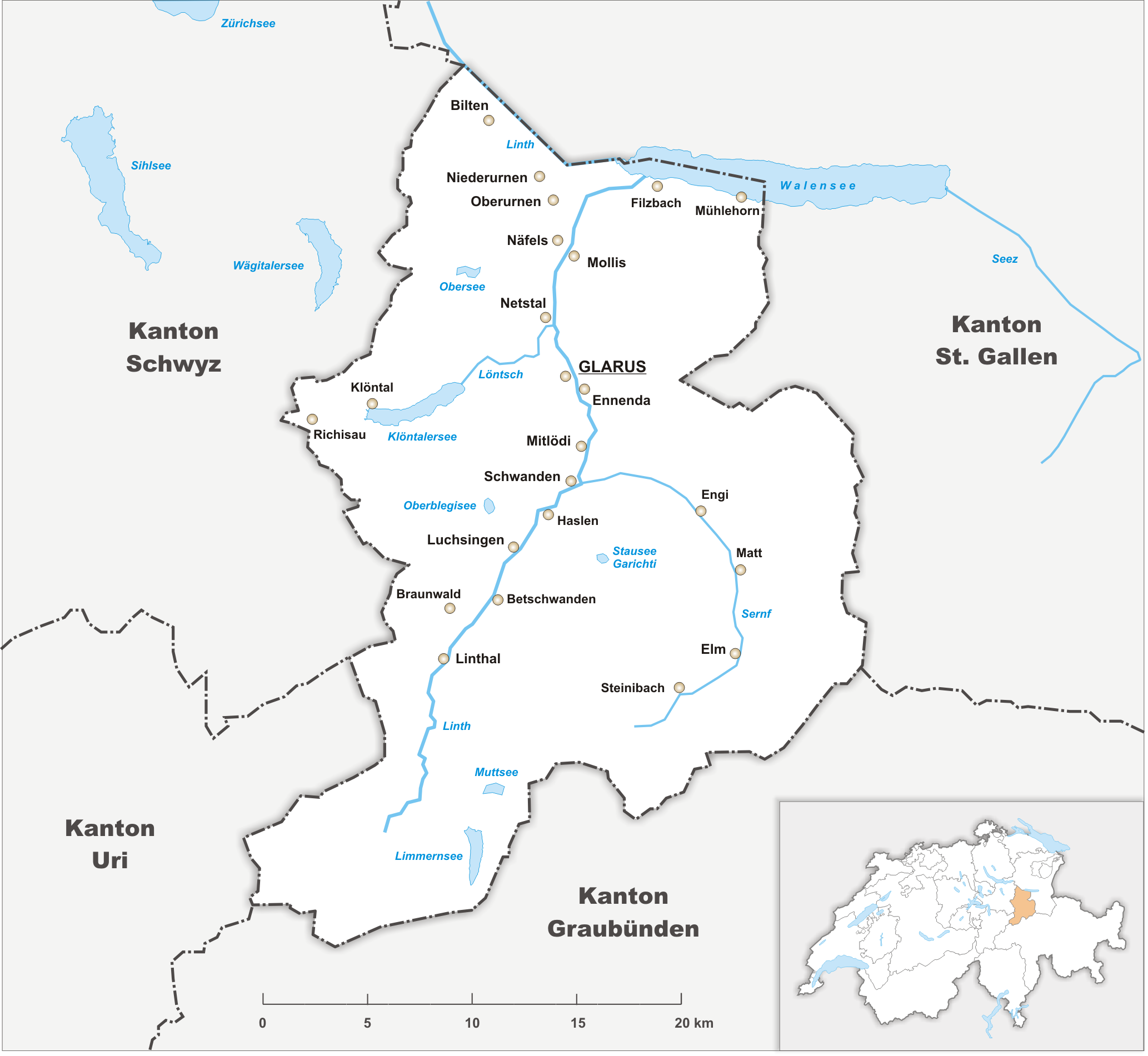
Carte du canton de Glaris.

Le canton de Glaris possède 4 tripoints tous avec deux autres cantons suisses :
- Glaris-Grisons-Uri :
- Glaris-Uri-Schwytz :
- Glaris-Schwytz-Saint-Gall :
- Glaris-Saint-Gall-Grisons : au Piz Sardona (46° 55′ 23″ N, 9° 15′ 05″ E)

#### Grisons

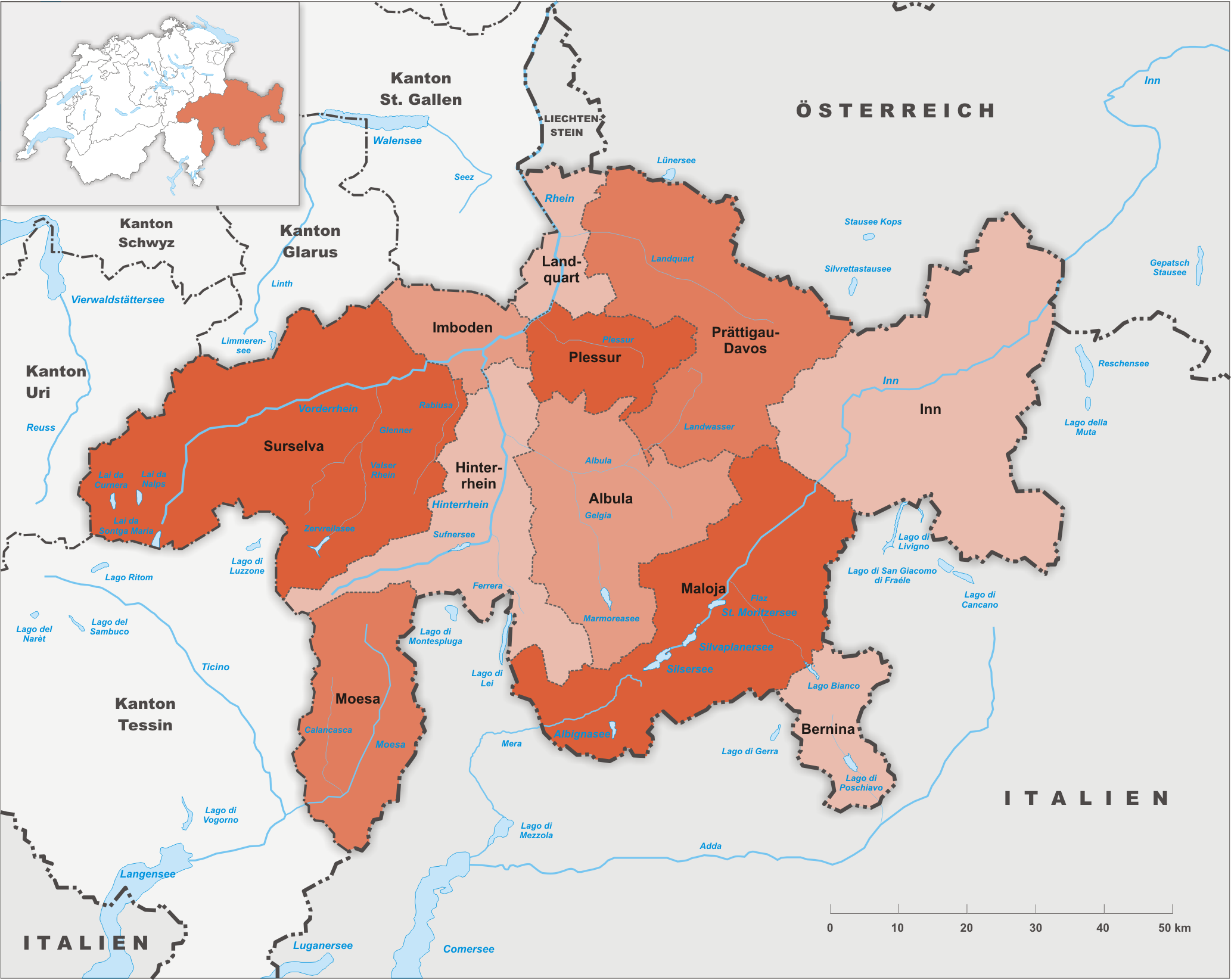
Carte du canton des Grisons.

Le canton des Grisons possède 7 tripoints, parmi lesquels trois ne concernent que des frontières cantonales. Deux tripoints concernent un canton et un pays. Les deux autres concernent le canton des Grisons et deux pays :
- Grisons-Tessin-Uri :
- Grisons-Uri-Glaris :
- Grisons-Glaris-Saint-Gall : au Piz Sardona (46° 55′ 23″ N, 9° 15′ 05″ E)
- Grisons-Saint-Gall-Liechtenstein :
- Grisons-Liechtenstein-Autriche :
- Grisons-Autriche-Italie :
- Grisons-Italie-Tessin :

#### Jura

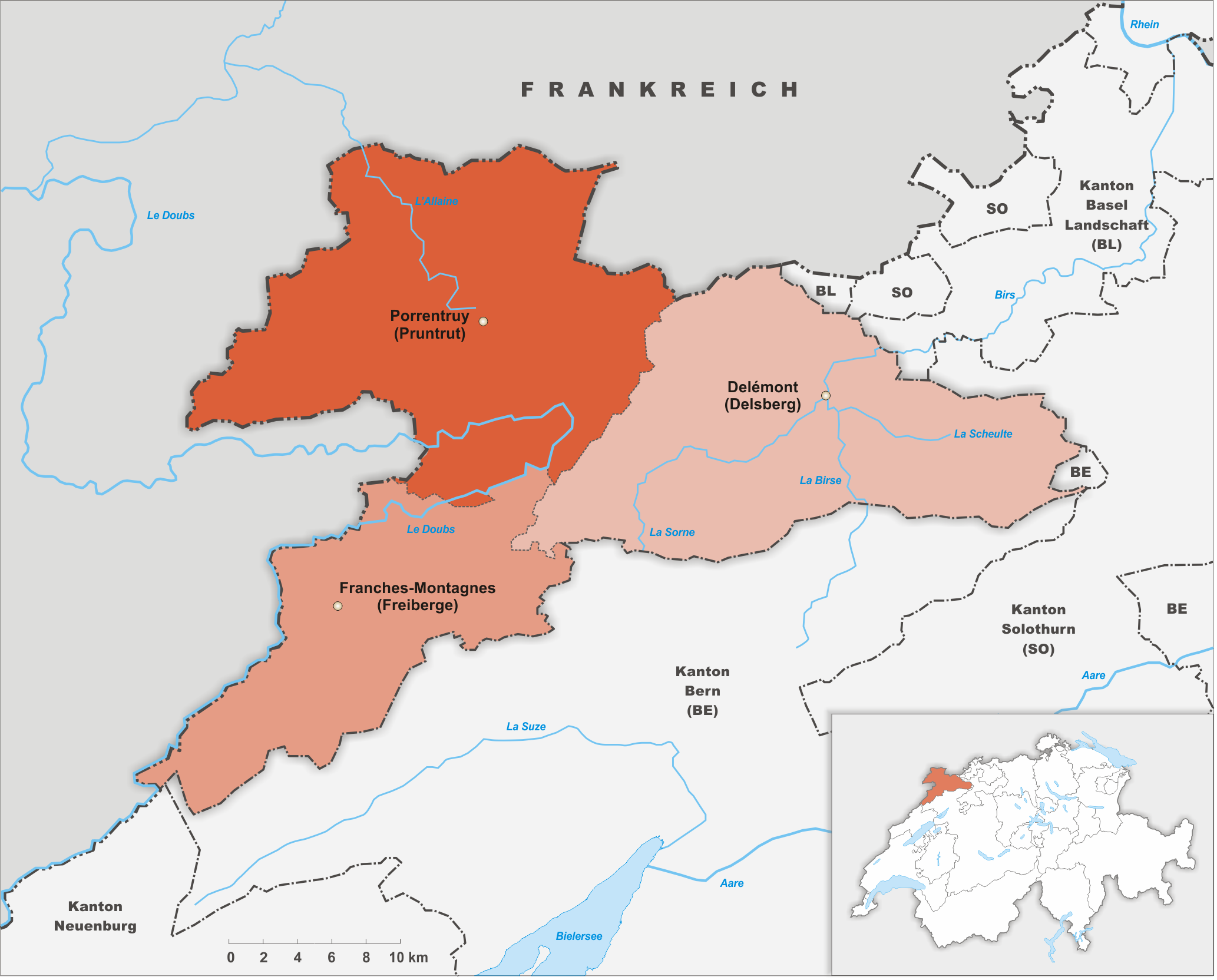
Carte du canton du Jura.

Le canton du Jura est frontalier à l'ouest et au nord avec la France, à l'est avec les cantons de Bâle-Campagne et de Soleure et au sud avec les cantons de Berne et de Neuchâtel.
- Jura, France, Bâle-Campagne :
- Jura, Bâle-Campagne, Soleure, Bâle-Campagne : quadripoint
- Jura, Bâle-Campagne, Soleure :
- Jura, Soleure, Berne :
- Jura, Berne, Neuchâtel :
- Jura, Neuchâtel, France :

#### Lucerne

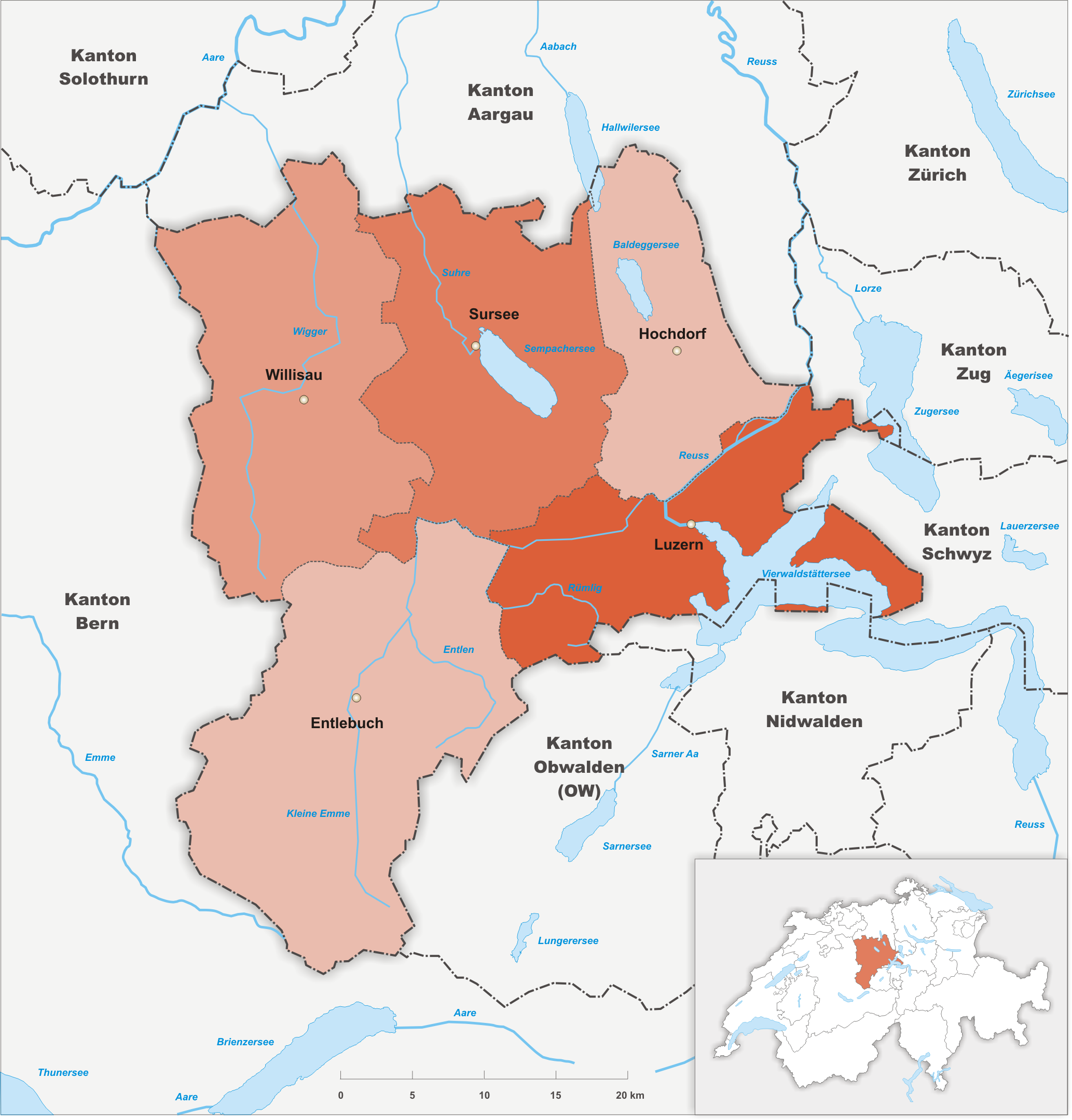
Carte du canton du Lucerne.

#### Neuchâtel

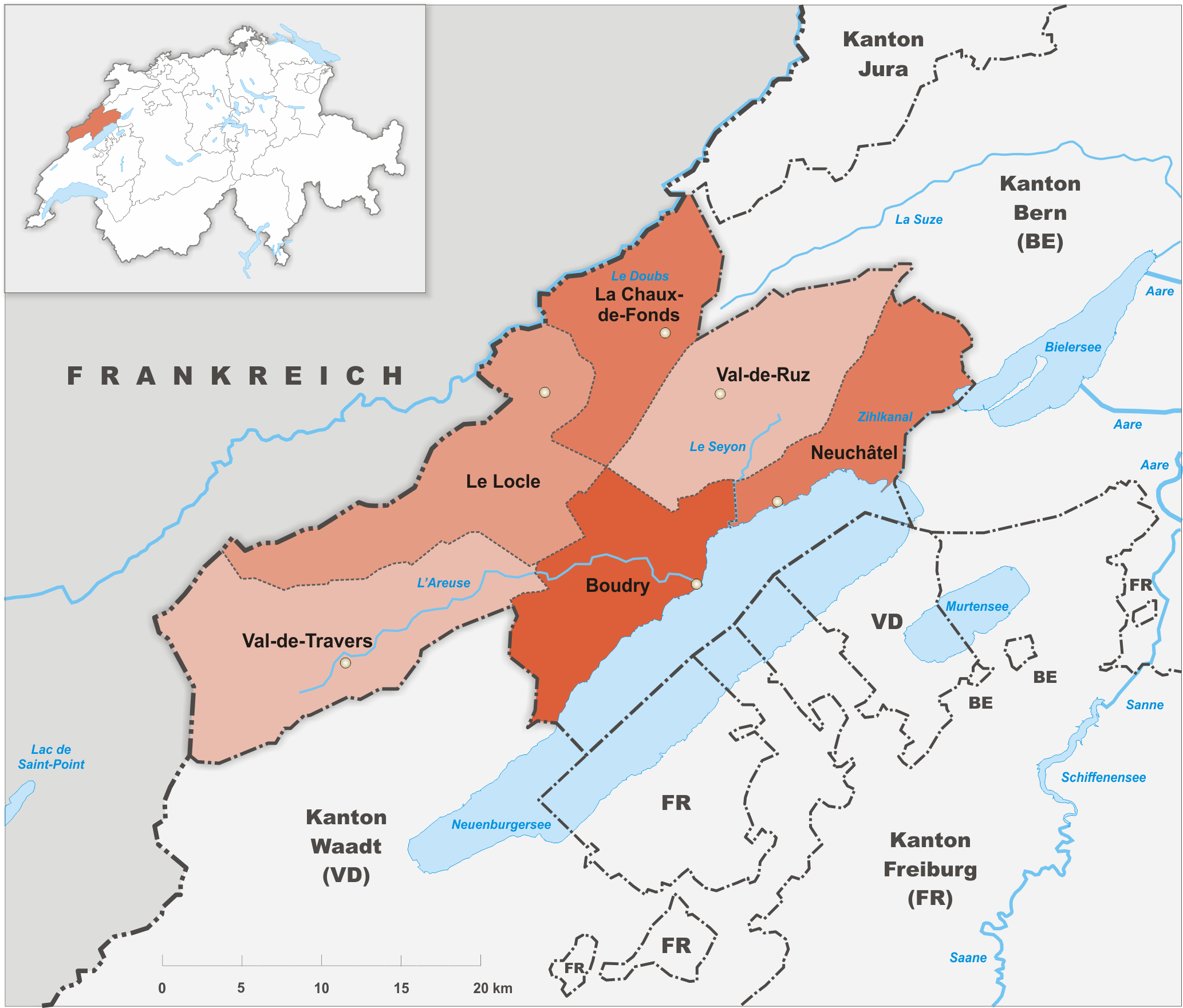
Carte du canton de Neuchâtel.

#### Nidwald

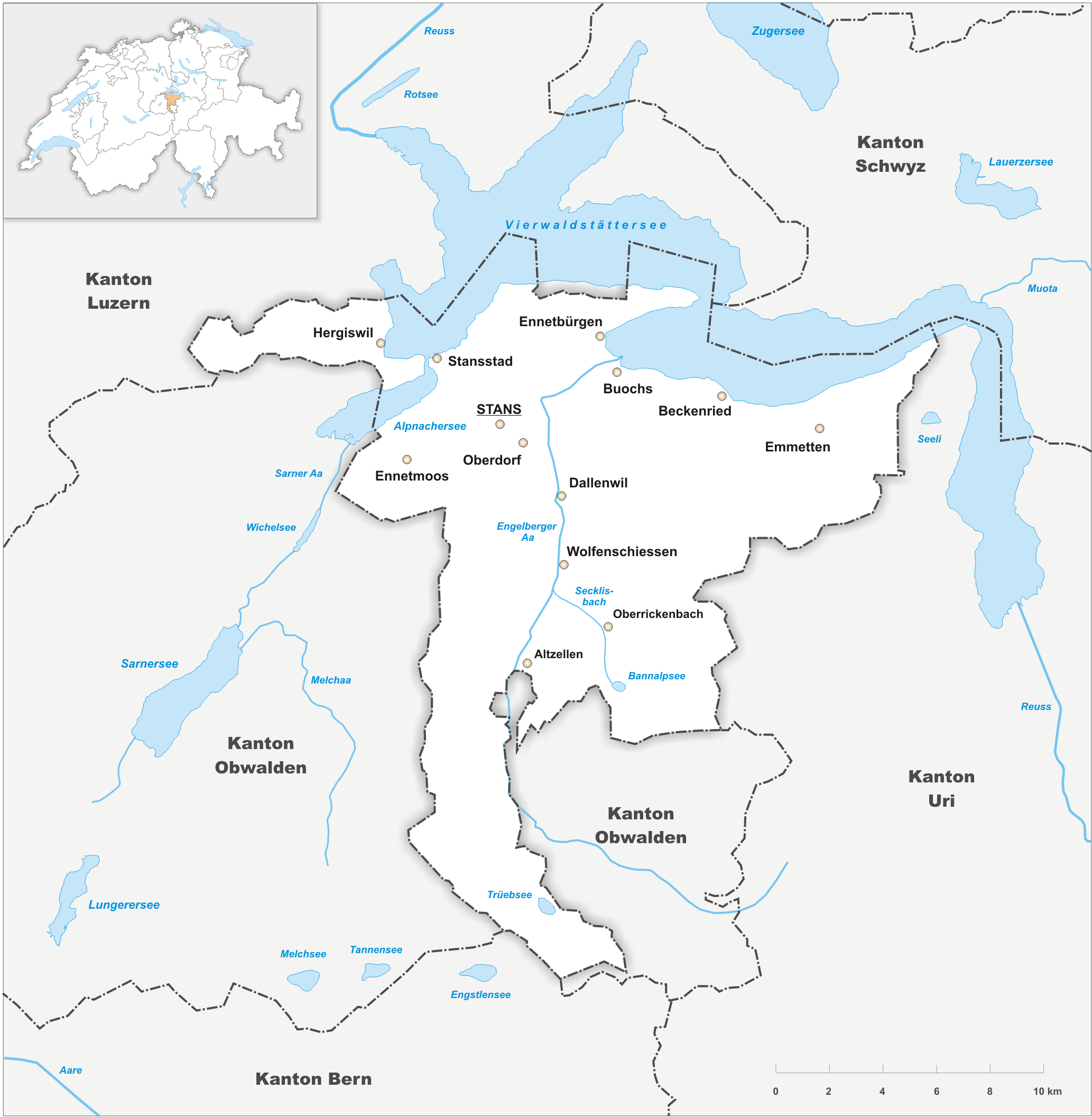
Carte du canton de Nidwald.

Le canton de Nidwald possède 6 tripoints :
- Nidwald-Berne-Obwald : au Graustock (46° 47′ 16,3″ N, 8° 22′ 07,6″ E)
- Nidwald-Obwald-Lucerne :
- Nidwald-Lucerne-Schwytz : sur le lac des Quatre-Cantons
- Nidwald-Schwytz-Uri :
- Nidwald-Uri-Obwald : au Ruchstock (46° 51′ 23,9″ N, 8° 28′ 13,7″ E)
- Nidwald-Obwald-Berne :

#### Obwald

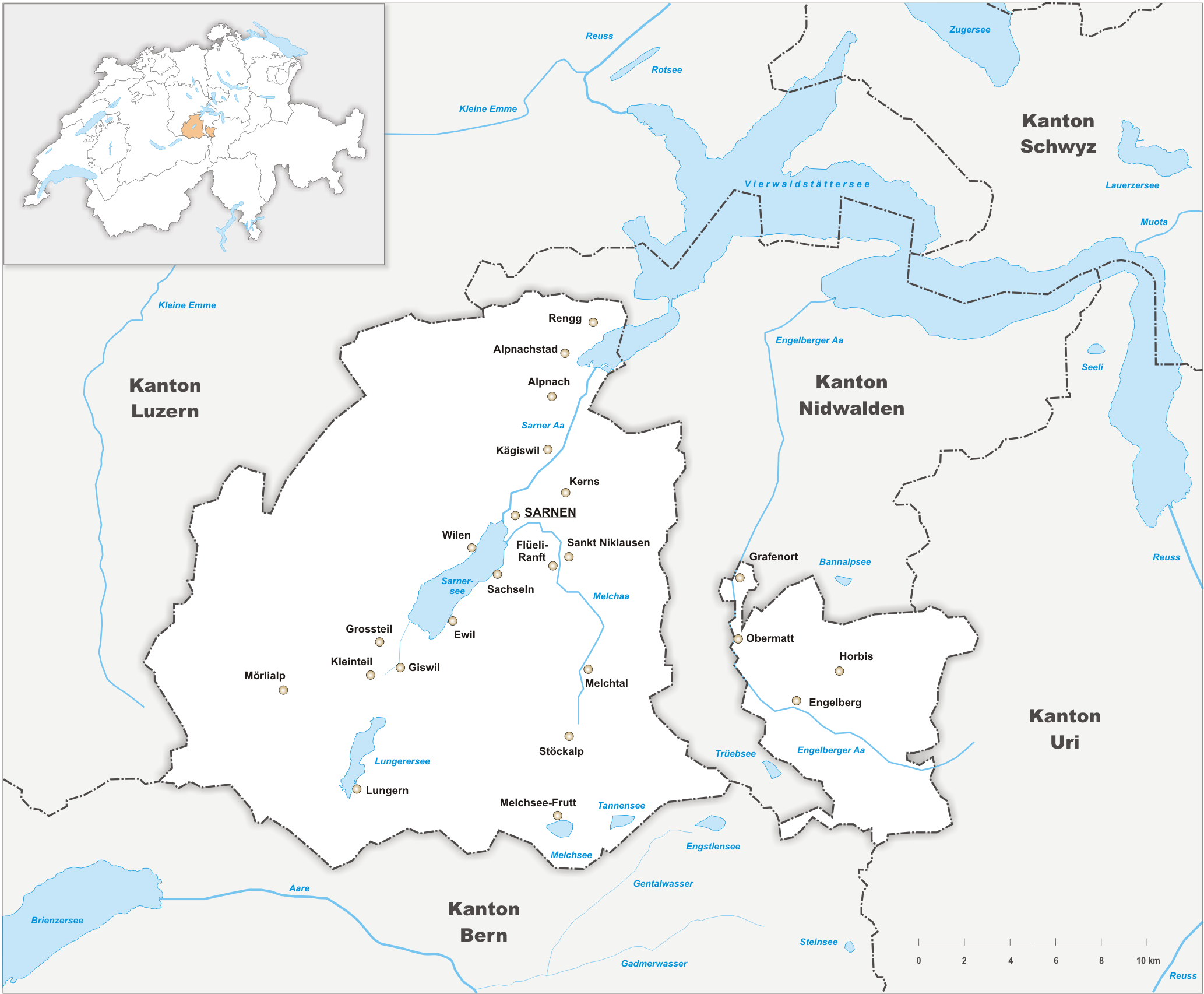
Carte du canton d'Obwald.

Le canton d'Obwald est composé de deux parties, celle de Sarnen à l'ouest et celle d'Engelberg à l'est. Chacune de ses deux parties ont 3 tripoints avec d'autres cantons, ainsi le canton d'Obwald a 6 tripoints :
Tripoint de la partie de Sarnen :
- Obwald-Berne-Lucerne : au Brienzer Rothorn (46° 47′ 18″ N, 8° 02′ 53″ E)
- Obwald-Lucerne-Nidwald :
- Obwald-Nidwald-Berne : au Graustock (46° 47′ 16,3″ N, 8° 22′ 07,6″ E)

Tripoint de la partie d'Engelberg :
- Obwald-Berne-Nidwald :
- Obwald-Nidwald-Uri : au Ruchstock (46° 51′ 23,9″ N, 8° 28′ 13,7″ E)
- Obwald-Uri-Berne :

#### Saint-Gall

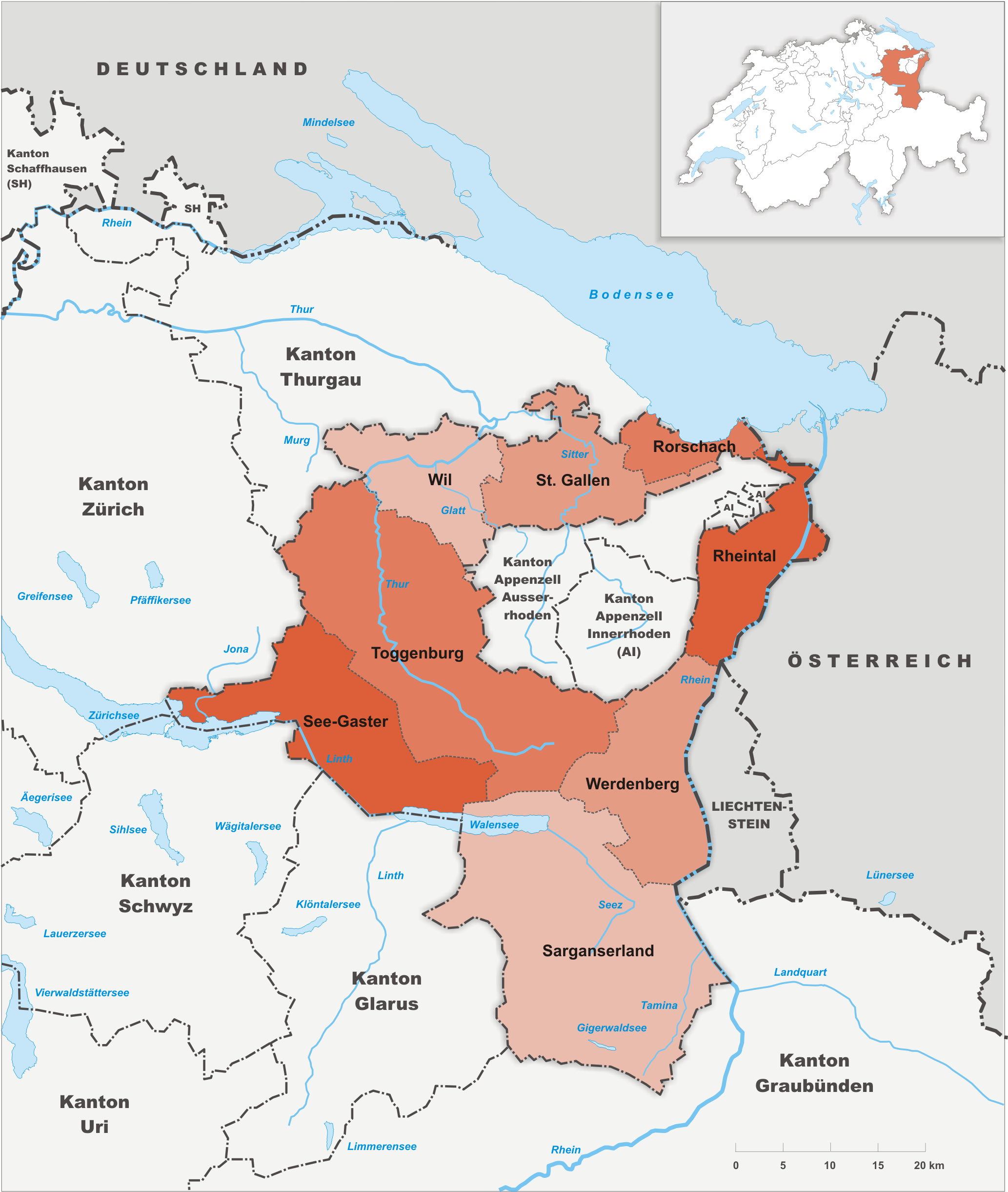
Carte du canton de Saint-Gall.

- Saint-Gall-Grisons-Glaris : au Piz Sardona (46° 55′ 23″ N, 9° 15′ 05″ E)

#### Schaffhouse

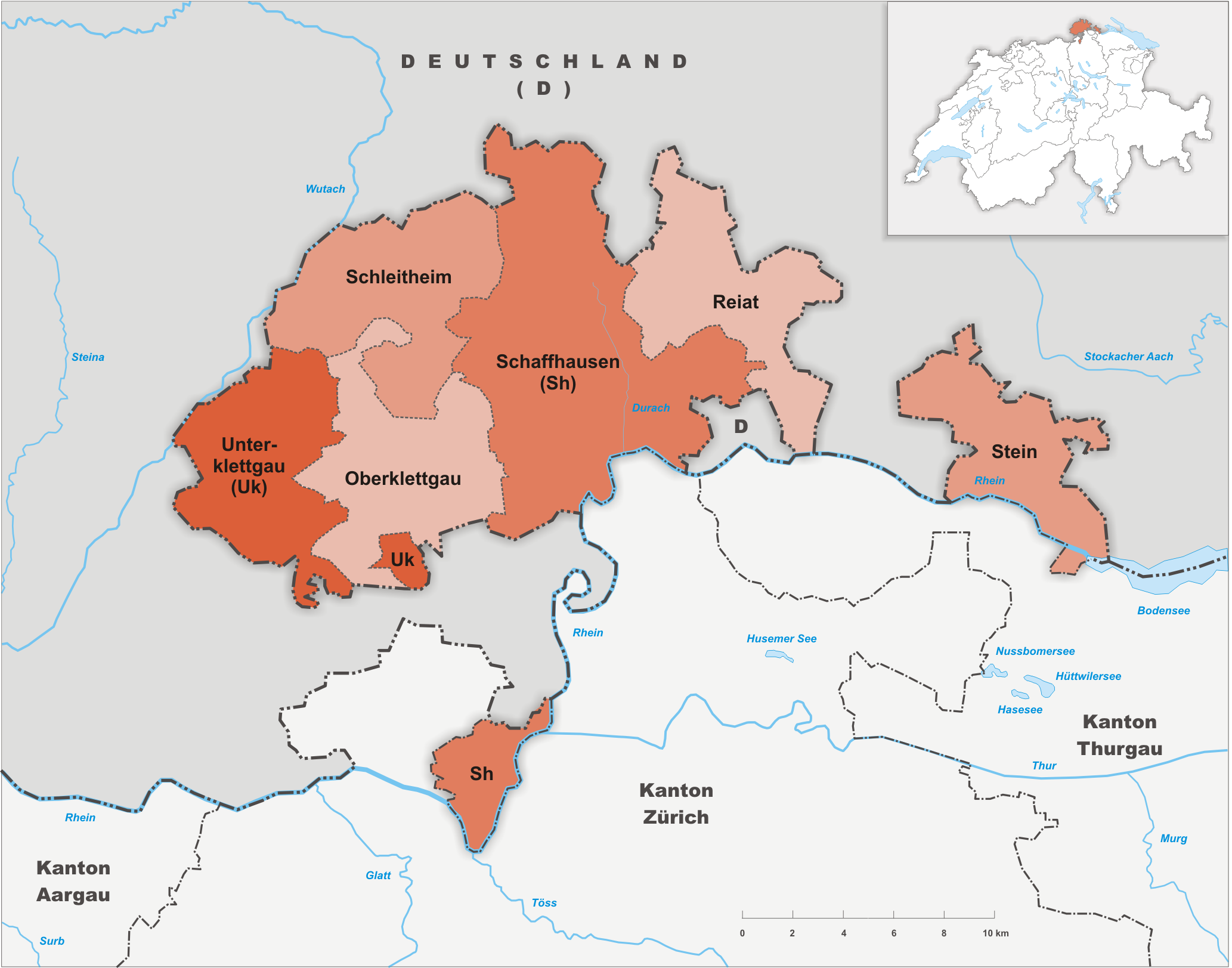
Carte du canton de Schaffhouse.

Le canton de Schaffhouse est entouré par l'Allemagne et par les cantons de Zurich et de Thurgovie au sud. Il possède deux enclaves, l'une à l'ouest coincée entre l'Allemagne et Zurich, l'autre à l'est entre l'Allemagne et la Thurgovie.
Il n'y a pas de tripoint entre les cantons de Schaffhouse, de Thurgovie et de Zurich : ces deux derniers se rejoignent au sud de l'enclave allemande de Büsingen am Hochrhein.

#### Soleure

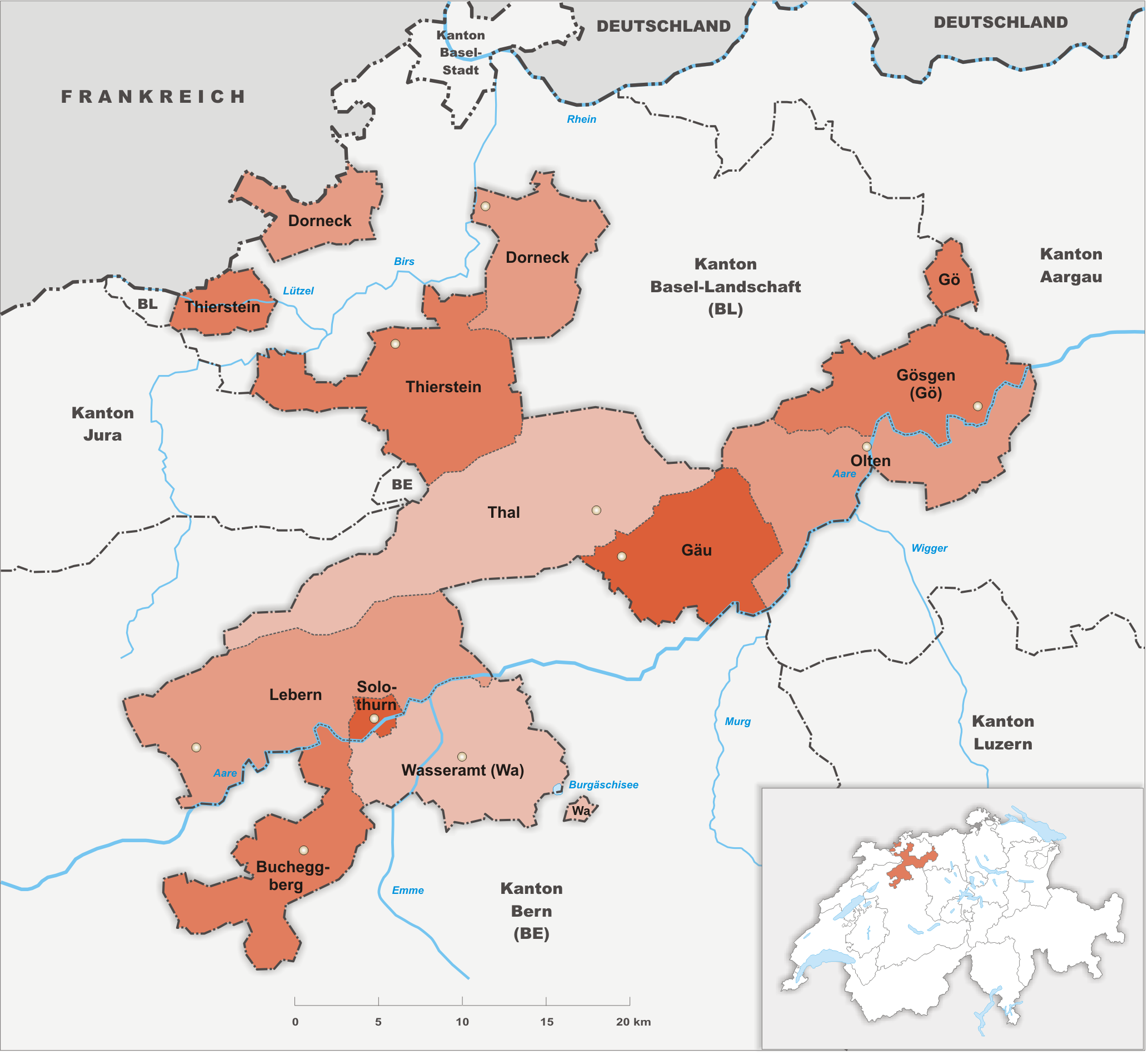
Carte du canton de Soleure.

Le canton de Soleure est entouré par les cantons du Jura à l'ouest, de Berne au sud, d'Argovie à l'est, et de Bâle-Campagne au nord. Il possède également plusieurs enclaves, mais aucune ne forme de tripoint cantonal (même si, comme à Roggenburg ou à La Scheulte, les frontières entre les cantons sont parfois extrêmement rapprochées).
En conséquence, le canton de Soleure possède 4 tripoints cantonaux distincts :
- Argovie-Bâle-Campagne-Soleure : à Kienberg (47° 27′ 19″ N, 7° 57′ 25″ E)
- Argovie-Berne-Soleure : sur l'Aar (47° 15′ 55″ N, 7° 49′ 30″ E)
- Bâle-Campagne-Jura-Soleure : à Bärschwil (47° 22′ 51″ N, 7° 26′ 13″ E)
- Berne-Jura-Soleure : à La Scheulte (47° 20′ 43″ N, 7° 33′ 08″ E)

#### Schwytz

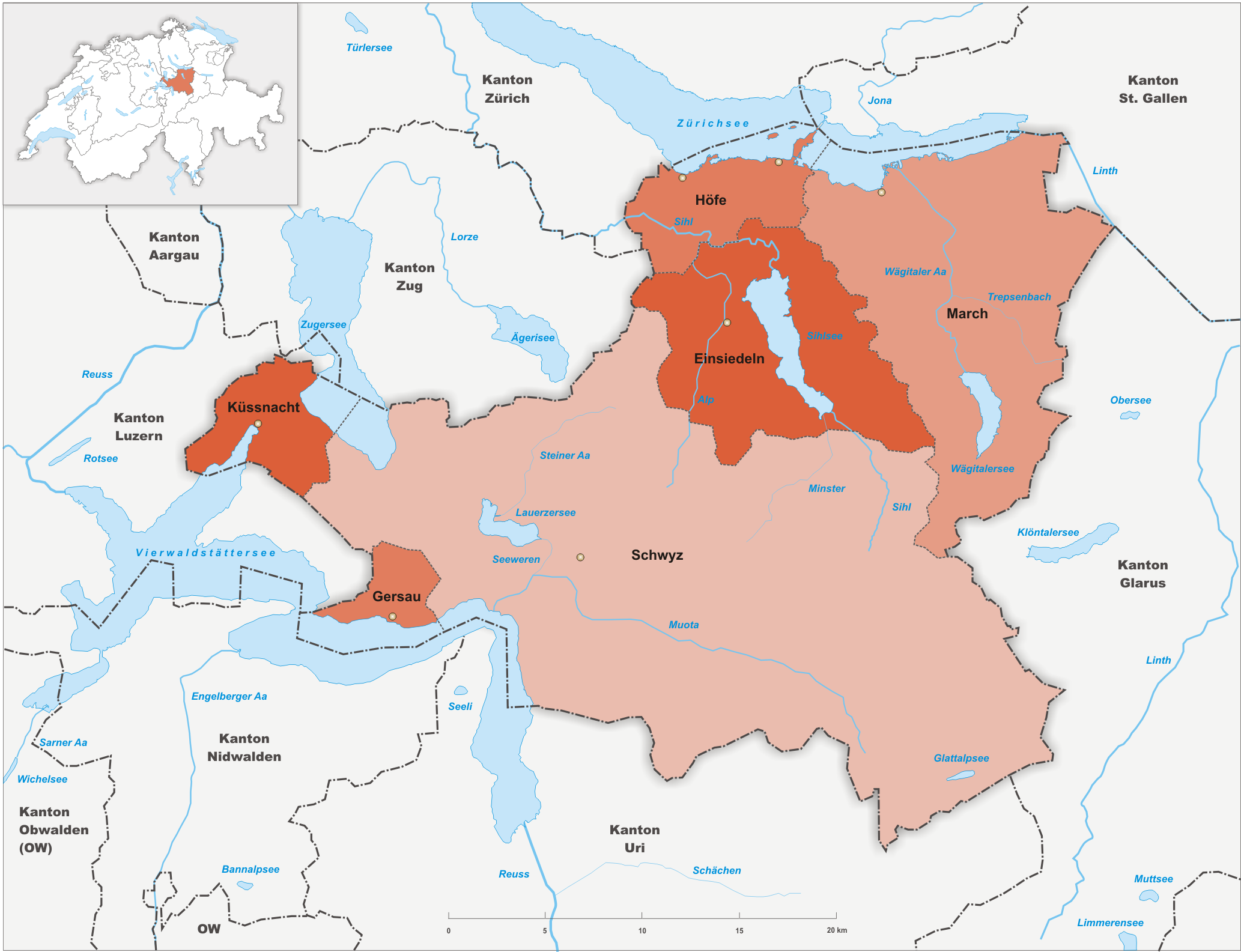
Carte du canton de Schwytz.

Le canton de Schwytz possède 7 tripoints tous avec deux autres cantons suisses :
- Schwytz-Glaris-Uri :
- Schwytz-Uri-Nibwald :
- Schwytz-Nibwald-Lucerne :
- Schwytz-Lucerne-Zoug :
- Schwytz-Zoug-Zurich :
- Schwytz-Zurich-Saint-Gall :
- Schwytz-Saint-Gall-Glaris :

#### Tessin

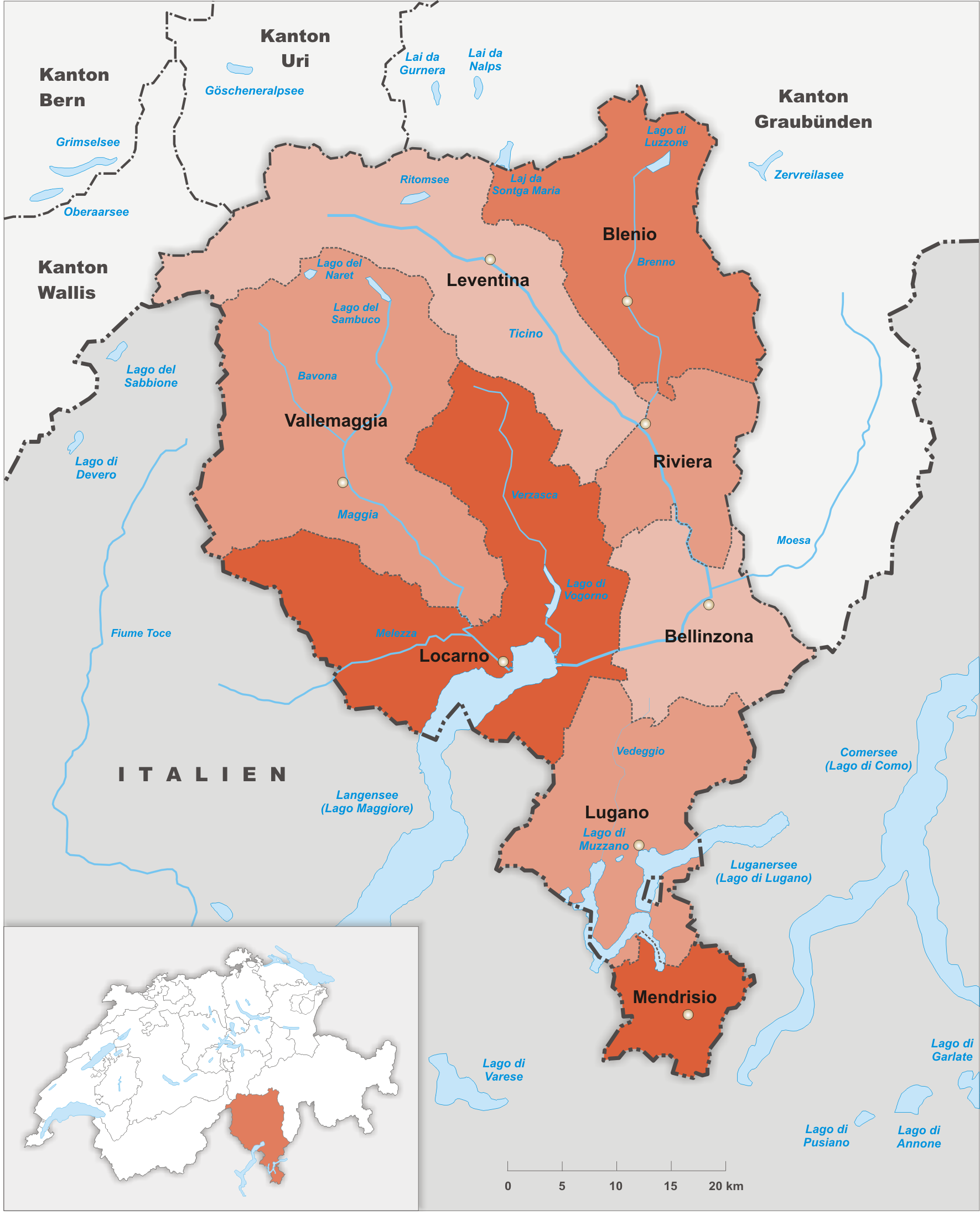
Carte du canton du Tessin.

Le canton du Tessin possède 4 tripoints :
- Tessin-Valais-Uri :
- Tessin-Uri-Grisons :
- Tessin-Grisons-Italie :
- Tessin-Italie-Valais :

#### Thurgovie

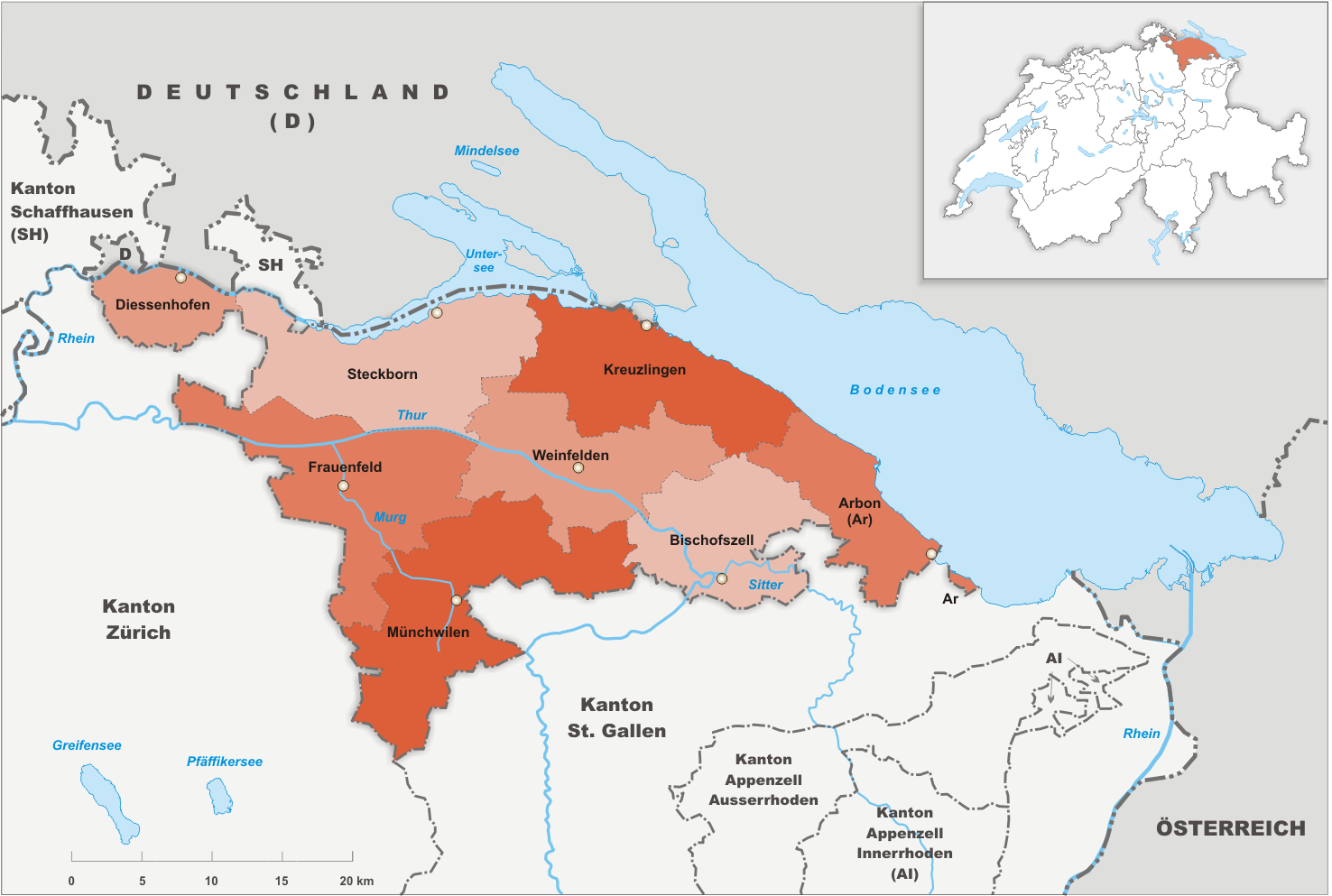
Carte du canton de Thurgovie.

#### Uri

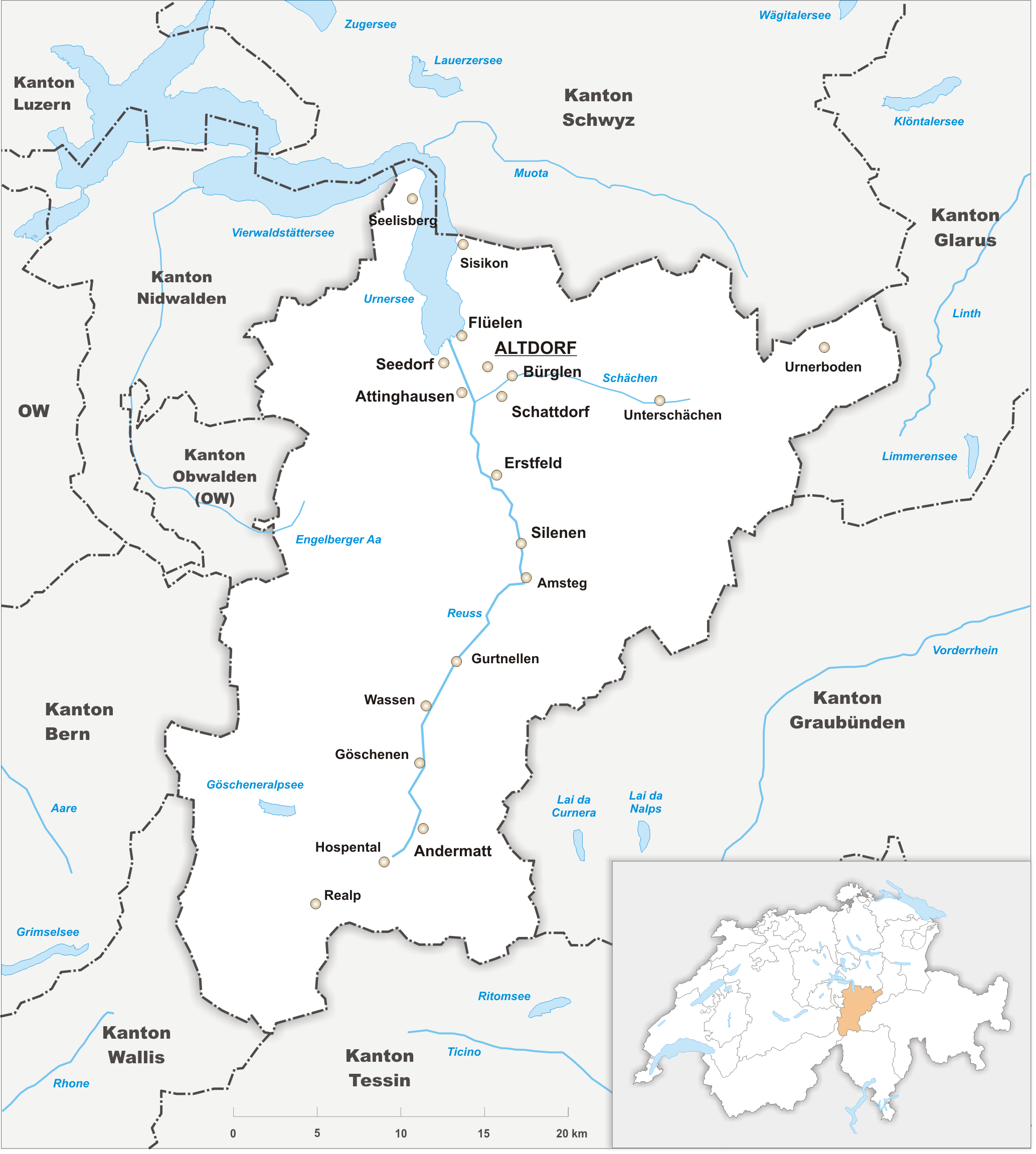
Carte du canton d'Uri.

- Uri, Valais, Berne : à 600 mètres de la cime de l'Eggstock (46° 39′ 11″ N, 8° 24′ 37″ E)

#### Valais

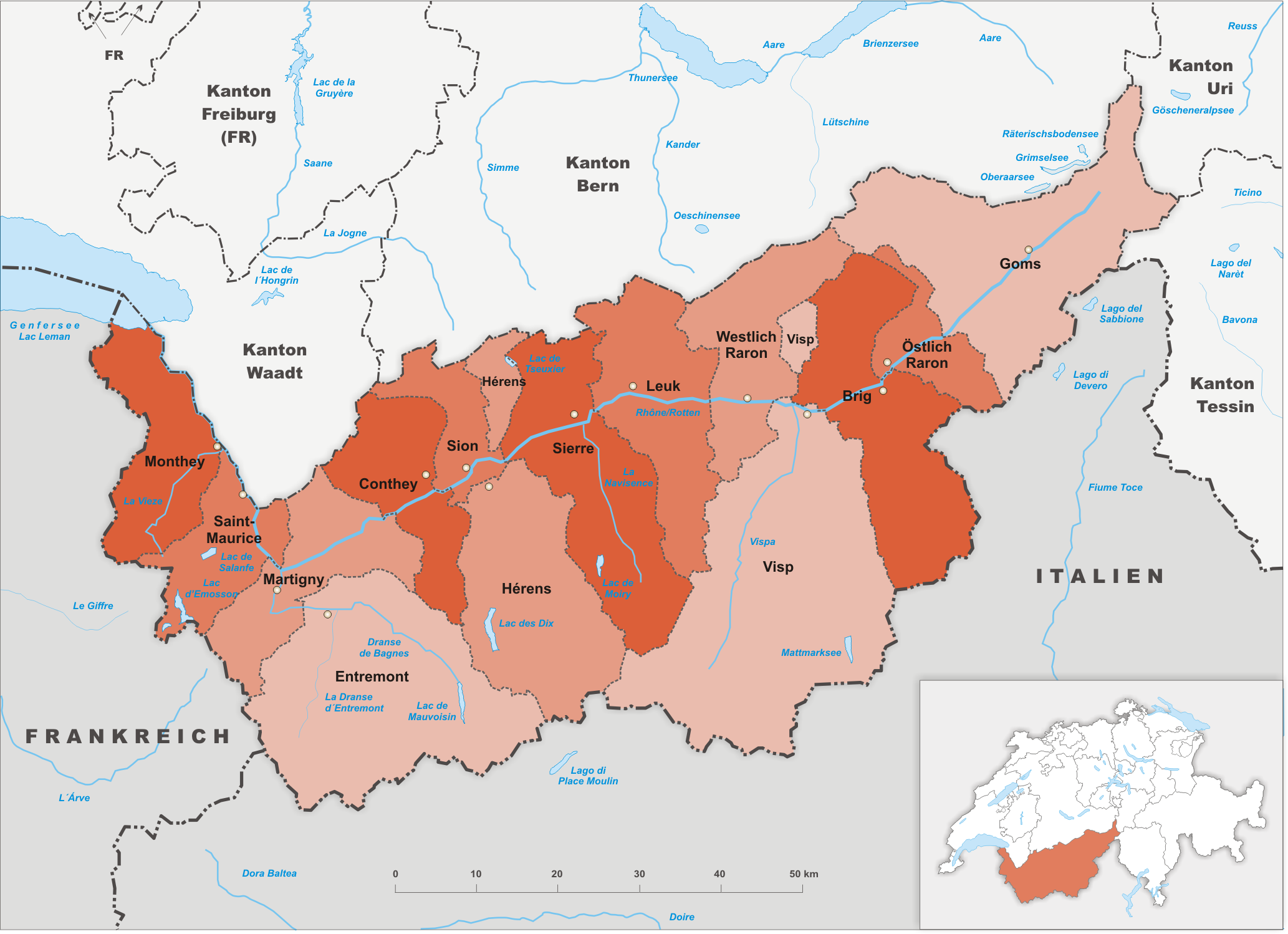
Carte du canton du Valais.

Le canton du Valais est entouré par la France à l'ouest et l'Italie à l'est et au sud ; ainsi que par les cantons de Vaud au nord-ouest, de Berne au nord, de Uri au nord-est, et du Tessin à l'est. Au total, il possède 6 tripoints dont 3 tripoints cantonaux :
- Valais, Vaud, Berne : à l'Oldehore près du glacier de Tsanfleuron (46° 19′ 45,3″ N, 7° 13′ 17,9″ E)
- Valais, Berne, Uri : à 600 mètres de la cime de l'Eggstock (46° 39′ 11″ N, 8° 24′ 37″ E)
- Valais, Uri, Tessin : au Witenwasserenstock (46° 31′ 38″ N, 8° 28′ 40″ E)
- Valais, Tessin, Italie :
- Valais, Italie, France : au mont Dolent
- Valais, France, Vaud : sur le lac Léman, à l'extérmité est du lac

#### Vaud

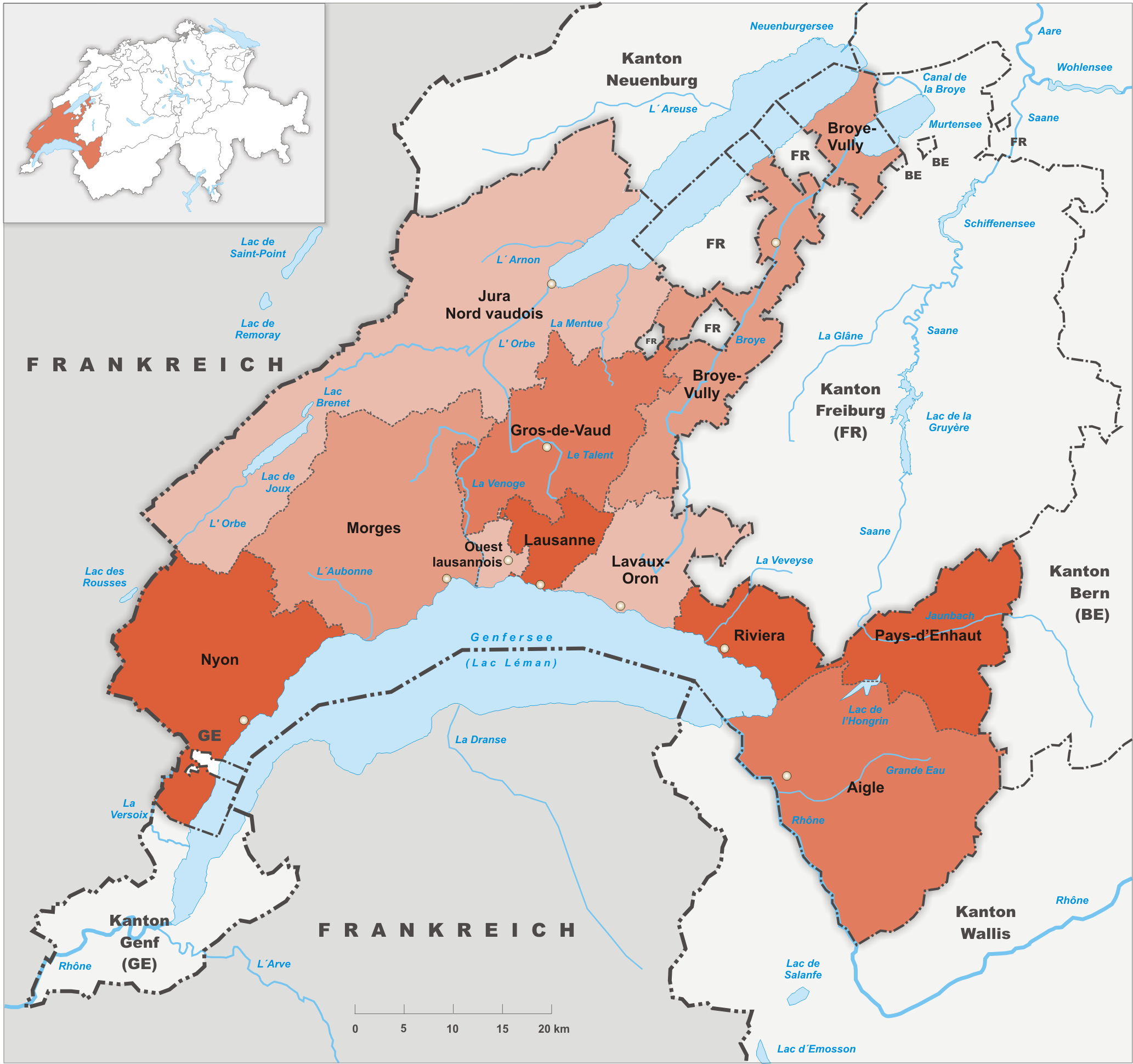
Carte du canton de Vaud.

Le canton de Vaud est entouré par la France au nord-ouest et au sud, et par les cantons de Genève à l'ouest, du Valais au sud-ouest, de Fribourg à l'est, de Berne au sud-est et au nord-est, et de Neuchâtel au nord. Cependant, le canton de Vaud est composé de deux fragments distincts : un fragment principal et une enclave, l'ancien district d'Avenches. Celle-ci est au contact des cantons de Berne, de Fribourg et de Neuchâtel.
Par ailleurs, l'enclave fribourgeoise d'Estavayer-le-Lac est séparé du reste du territoire cantonal par les cantons de Neuchâtel et de Vaud. L'enclave d'Avenches est également en contact avec une petite commune bernoise, Clavaleyres, qui est aussi frontalière du canton de Fribourg.
En conséquence, le canton de Vaud possède 10 tripoints cantonaux distincts, dont 5 pour l'enclave d'Avenches.
- Partie principale du canton :
  - Berne-Valais-Vaud : à l'Oldehore près du glacier de Tsanfleuron (46° 19′ 45,3″ N, 7° 13′ 17,9″ E)
  - Berne-Fribourg-Vaud : à la dent de Ruth (46° 33′ 13″ N, 7° 14′ 14″ E)
  - Fribourg-Neuchâtel-Vaud :
    - Avec la partie principale du canton de Fribourg : sur le lac de Neuchâtel (46° 57′ 09″ N, 6° 55′ 49″ E)
    - Avec l'enclave fribourgeoise d'Estavayer-le-Lac :
      - Ouest : sur le lac de Neuchâtel (46° 49′ 38″ N, 6° 44′ 33″ E)
      - Est : sur le lac de Neuchâtel (46° 54′ 27″ N, 6° 52′ 02″ E)

- Enclave d'Avenches :
  - Fribourg-Neuchâtel-Vaud : lac de Neuchâtel (46° 55′ 27″ N, 6° 53′ 44″ E)
  - Berne-Neuchâtel-Vaud : sur les rives du lac de Neuchâtel, à l'entrée du canal de la Broye (46° 58′ 47″ N, 7° 02′ 25″ E)
  - Berne-Fribourg-Vaud :
    - Avec la partie principale du canton de Berne : sur le lac de Neuchâtel, à l'entrée du canal de la Broye (46° 58′ 39″ N, 7° 03′ 01″ E)
    - Avec l'enclave bernoise de Clavaleyres :
      - Ouest : (46° 53′ 46″ N, 7° 05′ 00″ E)
      - Est : (46° 54′ 12″ N, 7° 05′ 27″ E)

#### Zoug

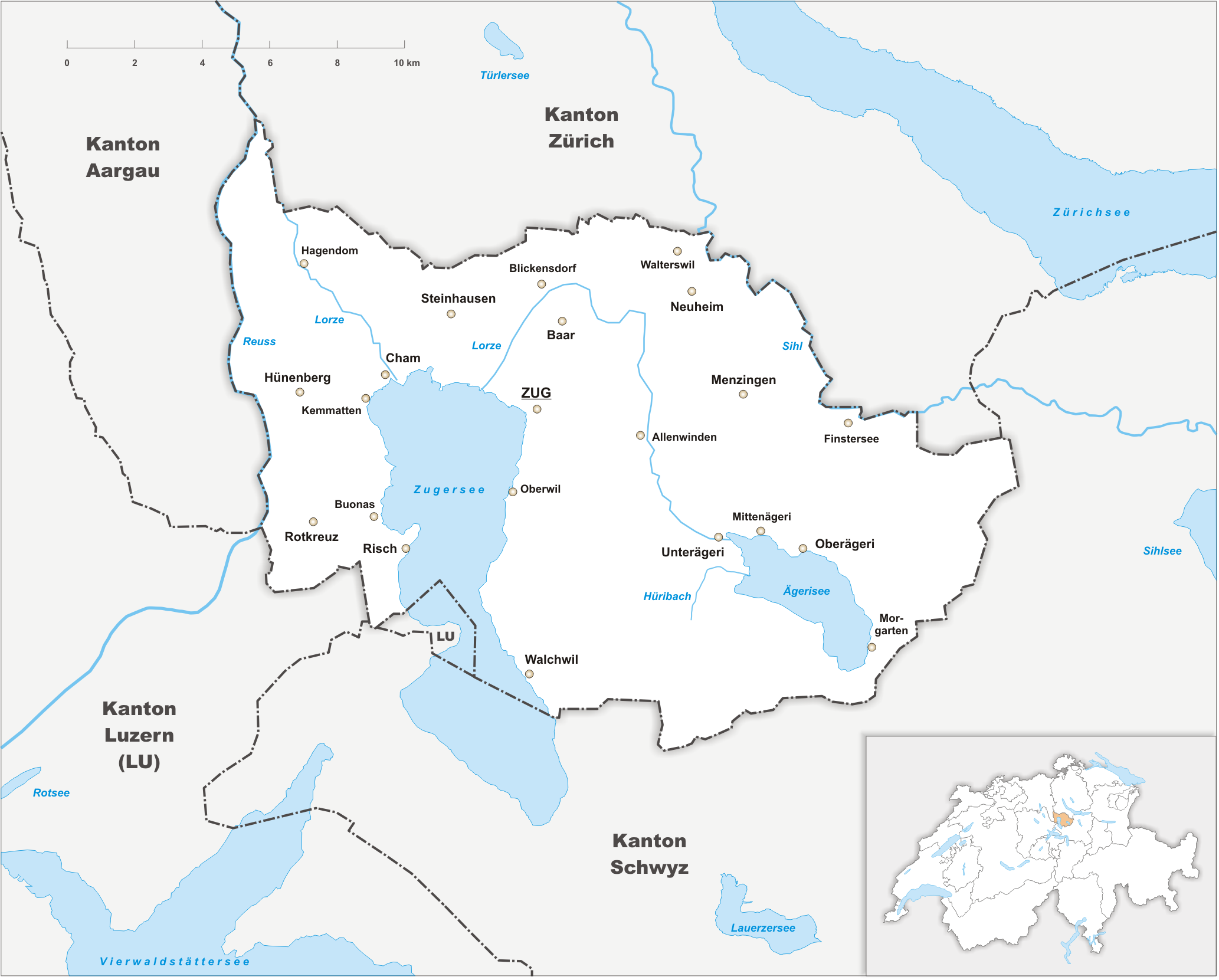
Carte du canton de Zoug.

Le canton de Zoug est limitrophe des cantons d'Argovie, de Lucerne, de Schwytz et de Zurich. De plus, une partie de la commune lucernoise de Meierskappel est séparée du reste du canton par Schwytz et Zoug.
Au total, le canton de Zoug comporte 6 tripoints cantonaux :
- Argovie, Lucerne, Zoug : sur la Reuss, commune de Risch-Rotkreuz (47° 08′ 26″ N, 8° 24′ 44″ E)
- Argovie, Zoug, Zurich : à la confluence de la Reuss et de la Lorze, commune de Hünenberg (47° 14′ 53″ N, 8° 24′ 37″ E)
- Lucerne, Schwytz, Zoug : commune de Risch-Rotkreuz (47° 06′ 48″ N, 8° 27′ 17″ E)
- Lucerne (Meierskappel), Schwytz, Zoug - Ouest : commune de Risch-Rotkreuz (47° 06′ 48″ N, 8° 27′ 17″ E)
- Lucerne (Meierskappel), Schwytz, Zoug - Est : sur le lac de Zoug (47° 06′ 01″ N, 8° 29′ 35″ E)
- Schwytz, Zoug, Zurich : Dreiländerstein, Wildspitz, commune d'Oberägeri (47° 09′ 48″ N, 8° 41′ 32″ E)

### Tripoints hydrographiques
La Suisse compte deux tripoints hydrographiques entre trois bassins versants distincts :
- Une antécime du Witenwasserenstock est un point de partage des eaux entre la mer Méditerranée, la mer du Nord et la mer Adriatique. C'est-à-dire qu'à son sommet trois bassins versants se rejoignent, celui du Rhône (mer Méditerranée), celui de la Reuss (affluent de l'Aar, bassin du Rhin, mer du Nord) et celui du Tessin (affluent du Pô, mer Adriatique).
- À proximité du piz Lunghin se trouve le point de partage des eaux entre l'océan Atlantique (Rhin), la mer Méditerranée (Tessin) et la mer Noire (Danube).